# IFK Kristianstad
IFK Kristianstad är en handbollsklubb i Kristianstad, grundad den 7 november 1899. Genom åren har föreningen haft nio olika sektioner, dock inte alla samtidigt: bandy, bingo, bordtennis, bridge, cykel, fotboll, friidrott, gymnastik och handboll, men sedan 2000 utövas endast handboll i IFK Kristianstad.

## Historia

### 1800-talet
IFK Kristianstad bildades den 7 november 1899 av elever på Kristianstads högre allmänna läroverk. Drivande kraft var Adolf Johnsson från Broby, och som blev ordförande första året. Övriga styrelsemedlemmar var John Sjöström, Atle Lund, Ernst Ljungdorff, Thom Ehrenborg (klubbmästare), Oskar Kleberg, Holger Fogelklou (sekreterare), Kristian Weber, Axel Holm, Emil Olsson-Bjerner och Gösta Ehrenborg. Föreningen fick från starten cirka 60 medlemmar. Bland annat cykling och gymnastik var idrotter som var med från starten.

### 1900-talet
Handbollen är den idrott som firat de största triumferna i klubbens historia, men fotbolls-, cykel- och friidrottssektionen har också några höjdpunkter. Bland annat spelade klubbens fotbollslag 1931 seriefinal mot Malmö FF om en plats till Allsvenskan, och kvalspelade dit 1960, Herbert Dahlbom var landets främsta tempocyklist under 1950-talet och på friidrottssidan togs klubbens första SM-guld redan 1905 och Britt Mårtensson var det stora namnet i svensk damfriidrott under 1950-talet.
Handboll börjades spela i föreningen under 1920-talet för att hålla igång föreningens fotbollsspelare under vintermånaderna, och handbollsspelet blev snabbt populärt. 1925 arrangerade Norra skånska infanteriregementet I 24 en lokal turnering inomhus i handboll. IFK Kristianstad vinner finalen med 4-1 mot Kristianstads AIF. 1930 bildades handbollssektionen med spel i den lokala serien, och 1932 deltog laget i DM. 1933 spelades den första matchen i SM, och 1933-1934 i Skåneserien var första säsongen i en officiell serie. Klubben blev snabbt framgångsrik och har varit en av landets främsta sedan 1930-talet.
Under 1940- och 1950-talet dominerar IFK Kristianstad svensk handboll, tillsammans med Majornas IK och Redbergslids IK, och vinner klubbens fyra första SM-guld 1941, 1948, 1952 och 1953. 1954 vann Sverige VM-guld där fyra av de tio spelarna i landslaget kom från IFK Kristrianstad: Åke Moberg, Carl-Erik Stockenberg, Bertil Rönndahl och Ewert Sjunnesson.
Perioden 1946–1957 var IFK Kristianstad ett givet topplag i allsvenskan med segrar i serien säsongerna 1949/50, 1951/52 och 1952/53. Nio år i rad, 1947-1955 vann man en allsvensk medalj, dvs. som sämst blev laget trea i serien. Tvåa blev man även säsongen 1974/75. Carl-Erik Stockenberg, vann skytteligan fem år i rad 1949/50–1953/54 (som enda spelare i Sverige genom historien) och blev 1961 först att göra över 1000 mål i Allsvenskan, 720 av dessa målen gjordes för IFK Kristianstad.
1947 startades ett damlag i föreningen. Säsongen 1955/1956 startades nationella serier för damer och IFK Kristianstad deltog då i den sydsvenska serien. Damlaget var aktivt in på 1960-talet. 1981 startades damhandboll upp igen i föreningen.
I början av 1970-talet när endast fyra lag deltog i SM-slutspelet deltog IFK Kristianstad flertalet gånger, vilket kulminerade i ett SM-silver 1975.
Bert Fridman gjorde 185 matcher i svit (dvs missade ingen match) i IFK Kristianstad i Allsvenskan (högsta serien) under 1970-talet, vilket renderade en plats i Guinness rekordbok. Fridman satte klubbrekord med totalt 255 tävlingsmatcher i svit. Bo "Tjommen" Ahlberg blev på 1980-talet klubbens dittills mesta målskytt genom tiderna, och nådde totalt 1823 mål på 377 matcher i klubben.
Föreningen håller i flera årtionden i en populär bingoverksamhet som ger goda intäkter. Bandy och bordtennis spelades under några år under 1930- respektive 1950-talet. Friidrott och bridge i föreningen läggs vilande under 1960-talet och startas inte upp igen. Under 1990-talet lämnar fotboll, cykling och gymnastik IFK Kristianstad, och föreningen går in i 2000-talet som en renodlad handbollsklubb.

### 2000-talet
Millenniet började tungt för IFK Kristianstad när klubben 2001 var nära konkurs, men med ett hårt arbete av ett fåtal personer och ett stort stöd av många undveks konkursen.
IFK Kristianstad gick upp till högsta serien igen säsongen 2009/10, efter att inte ha varit med sedan hösten 1997. Den säsongen och även nästa kvalade klubben sig kvar i Elitserien, men sedan dess har IFK Kristianstad som minst nått SM-semifinal varje år, I sju av dessa tolv säsonger 2012-2024 når klubben SM-final varav fem slutar med SM-guld för IFK Kristianstad. Fyra av dessa guld tas i rad 2015-2018.
Säsongen 2014/2015, mellan 18 september och 8 februari vann IFK Kristianstad 20 raka segrar i herrhandbollens högsta serie, vilket inget annat lag har gjort. Mellan 28 mars 2015 och 27 februari 2019 har IFK Kristianstad 80 raka hemmavinster i Kristianstad Arena mot svenskt motstånd (Elitserien/Handbollsligan och SM-slutspel), en unik svit i svensk handboll.
Under 2010-talet startades återigen upp en verksamhet för damer, och A-laget klättrade i seriesystemet. De spelade säsongen 2023/24 i division 1 men åkte ner i division 2. I maj 2024 meddelade IFK Kristianstad och Kristianstad HK att de skulle ha ett gemensamt damlag i division 2 under namnet HK Kristianstad. Därmed har IFK Kristianstad återigen inget eget damlag, men däremot finns fortfarande ungdoms- och juniorlag för flickor kvar i föreningen.
2018 nåddes en för klubben historisk åttondelsfinal i Champions League. Där blev det förlust mot SG Flensburg-Handewitt. Det var första gången som IFK Kristianstad gick vidare från gruppspel till slutspel. EHF.com
Den 24 januari 2019 tar klubbens genom tiderna mest framgångsrika tränarkarriär slut när IFK Kristianstad meddelar att Ola Lindgren lämnar klubben med omedelbar verkan. På sju år har Lindgren vunnit fyra SM-guld, två SM-silver, tagit fyra seriesegrar och för första gången har klubben spelat i EHF Champions League.
Målvakten Leo Larsson gör 255 matcher i svit mellan den 5 februari 2015 och 10 mars 2019, och tangerade därmed Bert Fridmans klubbrekord. Markus Olsson blir klubbens meste spelare genom tiderna när han under SM-slutspelet 2022 gör sin 361:a andra match i IFK Kristianstad och passerade därmed Bo "Tjommen" Ahlberg. Markus blir 4 februari 2023 IFK Kristianstads mesta målskytt genom historien när han passerar Ahlberg..
2023 tog IFK Kristianstad en historisk trippel genom att samma säsong vinna serien, Svenska cupen och SM-guld), vilket aldrig tidigare hänt i Sverige på herrsidan.
Likt många andra klubbar i Handbollsligan gick IFK Kristianstad ekonomiskt back 2022/2023 (drygt 4 miljoner kronor) och den 9 augusti 2023 meddelar föreningen att man inte längre har råd att ha en heltidsanställd klubbchef. Därmed lämnar Jesper Larsson sin tjänstgöring, som först sportchef och sedan klubbchef, efter åtta år och fem SM-guld. Henrik Fröberg, VD för Arenabolaget tog tillfälligt över som klubbchef i IFK Kristianstad, men lämnade vid årsskiftet 2024/2025.. I februari 2025 presenteras den förre IFK-spelaren Johan Jepson som ny klubbchef i IFK Kristianstad.
IFK Kristianstad återfinns på flera olika sociala medier, och i mars 2024 utsågs föreningen som tvåa på listan, efter Handbollslandslaget, över vilka som har mest makt på sociala medier inom svensk handboll i en undersökning gjord på uppdrag av Riksidrottsförbundet. I februari 2025 meddelade IFK Kristianstad att man efter 13 år lämnar plattformen X där deras konto då hade drygt 5 000 följare, flest av alla svenska handbollsklubbar. Detta då föreningen ansåg att plattformen inte längre överensstämde med idrottens värderingar.

## Ordförande i huvudstyrelsen
| Årtal     | Ordförande        | Årtal     | Ordförande       | Årtal     | Ordförande         |
| --------- | ----------------- | --------- | ---------------- | --------- | ------------------ |
| 1899–1900 | Adolf Johnsson    | 1933–1935 | Carl Palmblad    | 1985      | Dick Svensson      |
| 1901-?    | Hilding Lavesson  | 1936–1937 | Tage Lundin      | 1986–1999 | Ingemar Fagerström |
| ?         | ?                 | 1938–1944 | Anders Johansson | 1999–2002 | Ingvar Edvardsson  |
| 1907      | Oswald Holmberg   | 1945–1946 | John Holmberg    | 2002–2008 | Kent Angergård     |
| 1908–1911 | Waldemar Smedberg | 1947–1949 | Tage Lundin      | 2008–2009 | Ingvar Edvardsson  |
| 1912–1913 | S. Nordgren       | 1950–1959 | Gösta Henriksson | 2009–2012 | Ingvar Lövkvist    |
| 1914–1917 | Oswald Holmberg   | 1960–1965 | Tore Lindgren    | 2012–2015 | Jonas Arvidsson    |
| 1918–1925 | Oskar Palmstierna | 1966      | Ingemar Winnberg | 2015–2019 | Johan Cosmo        |
| 1926–1929 | Carl Palmblad     | 1967–1973 | Torsten Persson  | 2019–2021 | Anders Chrintz     |
| 1930–1931 | Nils Bergman      | 1974–1982 | Bertil Rundqvist | 2021–2023 | Markus Kjellman    |
| 1932      | Petrus Renlund    | 1983–1984 | Torsten Persson  | 2023-     | Annika Ohlsson     |

## Klubbchef/kommersiell chef
| År        | Namn            | Roll             |
| --------- | --------------- | ---------------- |
| 2010-2018 | Nikolas Larsson | Klubbchef        |
| 2018-2019 | Adam Tell       | Kommersiell chef |
| 2021-2023 | Jesper Larsson  | Klubbchef        |
| 2023-2024 | Henrik Fröberg  | Klubbchef        |
| 2025-     | Johan Jepson    | Klubbchef        |

## SM-medaljer
IFK Kristianstads främsta SM-medaljör genom alla tider är Britt Mårtensson som 1950–1960 i friidrott vann 5 guld, 3 silver och 2 brons. Totalt inom alla idrotter har IFK Kristianstad tagit 51 SM-medaljer fördelat på 21 SM-guld, 19 SM-silver och 12 SM-brons.
| Idrott             | Guld | Silver | Brons | Antal medaljer |
| ------------------ | ---- | ------ | ----- | -------------- |
| Handboll, inomhus  | 9    | 6      | 0     | 15             |
| Handboll, utomhus  | 2    | 4      | 3     | 9              |
| Handboll, juniorer | 0    | 2      | 0     | 2              |
| Handboll, beach-SM | 0    | 1      | 0     | 1              |
| Friidrott          | 6    | 6      | 9     | 21             |
| Cykling            | 4    | 0      | 0     | 4              |
| Totalt             | 21   | 19     | 12    | 52             |

## Nedlagda eller utbrutna sektioner
Informationen om de nedlagda eller utbrutna sektionerna är, om inget annat anges, hämtad från jubileumsboken som gavs ut när IFK Kristianstad fyllde 100 år, och som reviderades 2014 när Kristianstad fyllde 400 år. 

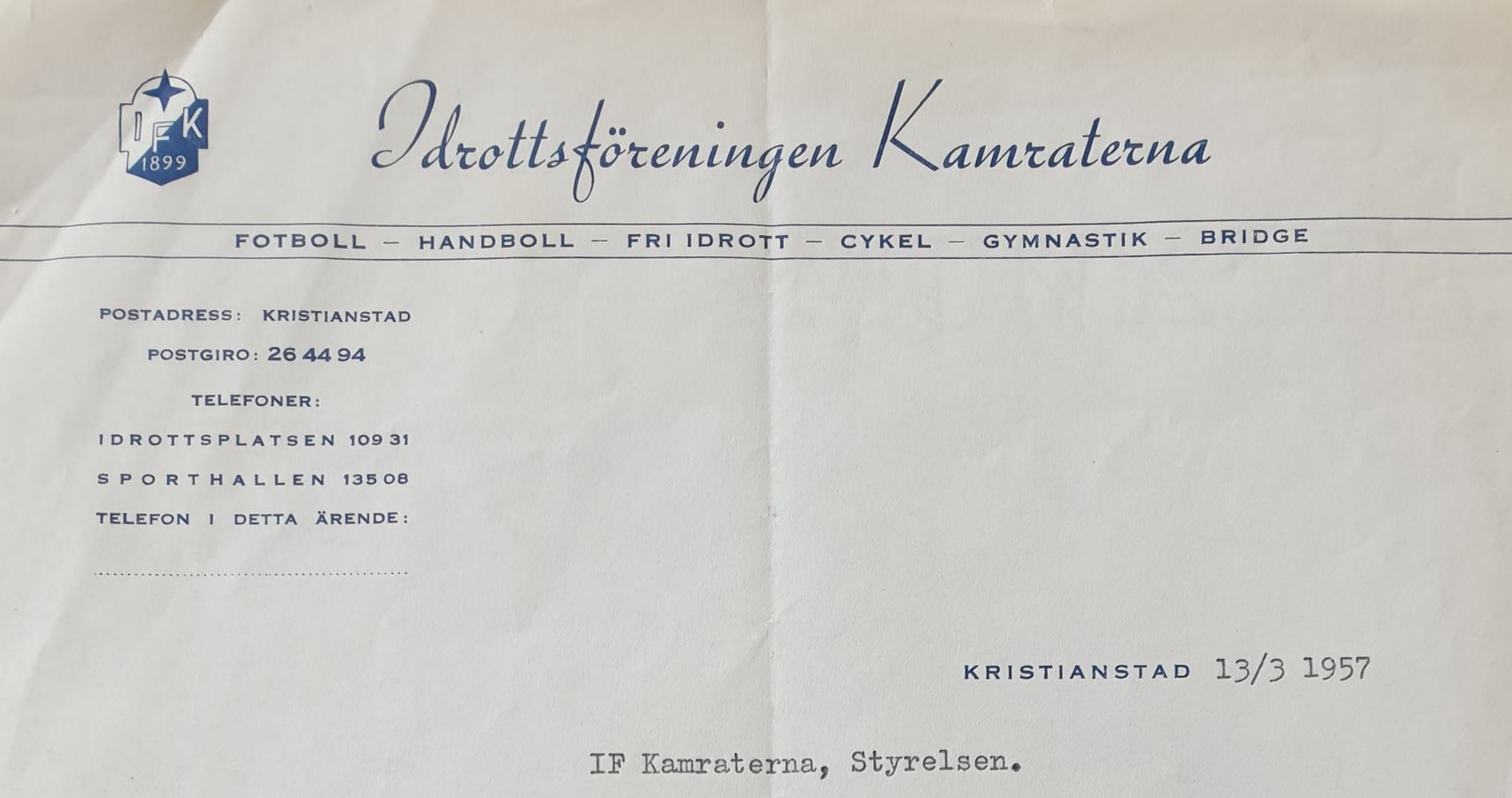
Brevhuvud från IFK Kristianstad 1957 där de dåvarande sektionerna i föreningen listas.

### Fotboll
1922 deltog IFK Kristianstad i Svenska Mästerskapet i fotboll. Efter vinster mot IFK Hässleholm och IFK Hälsingborg tog det stopp i kvalomgång 3 mot Landskrona BoIS. Landskrona nådde i sin tur kvartsfinal.
IFK Kristianstad började spela fotboll i det nationella seriesystemet 1928 i division II. Inledningsvis var det oftast spel i division II, som då var serien direkt under Allsvenskan. 1931 var fotbollsallsvenskan nära. I en ren seriefinal i division II den 7 juni mötte laget Malmö FF hemma på Idrottsplatsen inför 4 000 åskådare, den dittills största idrottspubliken i Kristianstad. Seriesegern som låg i potten gav en plats i Allsvenskan. Matchen slutade dock med förlust, 1–3, för IFK.
1940 vann IFK Kristianstad det sista Kamratmästerskapen som spelades, en fotbollscup för IFK-föreningar efter finalseger över IFK Västerås.
Under 50-talet tog fotbollen i stan fart på nytt, både resultat- och publikmässigt. Mannen bakom detta var Imre Markos, en legendarisk fotbollstränare och landslagsspelare (20 matcher, 5 mål, 1929–1935) från Ungern. Han hade med Degerfors IF 1951 vunnit Lilla silvret, dvs trea i Allsvenskan, och även varit proffs i franska Rennes, eller Stade Rennais FC som är klubbens korrekta namn. I Sverige är Rennes mest känt för att där spelade Erik Edman, Andreas Isaksson och Kim Källström 2005/2006. Även Ola Toivonen har spelat där. Med Imre Markos gjorde IFK en satsning som gav utdelning. Talanger från övriga klubbar i grannskapen anslöt och det blev en tydligare delning mellan handbollen och fotbollen. Tidigare hade många stjärnor dubblerat, bland annat Carl-Erik Stockenberg, som stod i mål, och Åke Skough, men nu kom istället spelare som satsade enbart på en av sporterna. Med Imre bar det av uppåt i seriesystemet. Serieseger 1952 i division V och uppflyttning följdes av serieseger 1953 i division IV och ny uppflyttning. IFK etablerade sig direkt som topplag i division III med tredjeplats 1954, andraplats 1955 och förstaplats 1956. En förstaplats som innebar uppflyttning till division II, som då var serien direkt under Allsvenskan. Nu hade dock Imre gått vidare i karriären, han lämnade IFK Kristianstad för att bli tränare i turkiska Fenerbahçe SK, vilket visar vilken hög nivå det var på fotbollen här i stan.
1957 slutade IFK på en sjätteplats i tvåan. Nästa säsong som kallas Maratonsäsongen startade hösten 1957 och varade till hösten 1958, dvs man spelade höst–vår–höst. Detta för att från och med 1959 fick fotbollen nuvarande säsongsindelning med spel vår–höst istället. Denna långa säsong i division II slutade med en tredjeplats. 1959 fortsätter trenden att peka uppåt och IFK slutar tvåa i division II. Trenden kröntes året därpå, 1960, med serieseger i division II Östra Götaland. Dock gav det ingen direktplats till svensk fotbolls absoluta finrum, Allsvenskan, utan en plats i kvalserien som bestod av enkelmöten mellan seriesegrarna i de fyra olika division II-serierna. Dessa var IFK Kristianstad (Östra Götaland), IF Elfsborg (Västra Götaland), Örebro SK (Svealand) och IFK Luleå (Norrland). Fyra topplag som gjorde upp om två platser. Förlust hemma mot IFK Luleå med 2–1 var ingen bra inledning på kvalserien, och det följdes av storförlust mot Örebro SK med 5–0. I sista matchen väntade IF Elfsborg på neutral plan i Malmö. Boråslaget sattes under press, men till slut kunde västgötarna vinna med 5–4. En knapp förlust för IFK mot ett lag som flyttades upp, och som nykomling 1961 vann Allsvenskan med fem poäng ner till IFK Norrköping. Även Örebro SK flyttades upp och de blev fyra i Allsvenskan 1961, så det var inga dåliga lag IFK hade tampats med i kvalserien. Publiksiffran på Idrottsplatsen låg stadigt på över 5 000 åskådare. Publikrekordet sattes 7 juni 1960 med 12 252 (!) i en seriematch mot Högadals IS, karlshamnslaget som två år senare spelade en säsong i Allsvenskan. 1967 trillade IFK Kristianstad ur division II och storhetstiden var till ända.
Många namnkunniga spelare och tränare har passerat IFK Kristianstad genom åren. Förutom ovan nämnda Imre Markos tränades laget 1979–1981 av Tom Prahl, sedermera trefaldig svensk mästare med Halmstad BK och Malmö FF. Tre andra meriterade tränare är Václav Simon från Tjeckien som tränat bland annat Malmö FF och AIK och var lagledare för Litauen (fyra matcher) 1934, Adolf Vogl landslagsspelare för Österrike (20 matcher, 6 mål, 1931–1936) och som tränat Helsingborgs IF, Elfsborgs IF och Mjällby AIF samt Wilfried Schnorrenberger från Tyskland som tränade Helsingborgs IF 1974. Två IFK-spelare nådde fotbollslandslaget, Charles Gustafsson och Erik Bloom. 1954 gästades Idrottsplatsen av landslaget från Etiopien och 1959 av italienska Udinese för träningsmatch mot IFK Kristianstad.
1990 tog fotbollseran i föreningen slut när fotbollssektionen lämnade IFK Kristianstad för att gå samman med Vilans BoIF och bilda Kristianstads FF (KFF). Även Kristianstad BI var tänkta att ingå i den nya klubben, men de drog sig ur. Istället gick de 2007 samman med Kristianstad IS till Kristianstad BOIS. Sista (?) fotbollssammanslagningen i stan kom 2015 när så KFF och BOIS gick samman till Kristianstad FC.
1977 startades ett damlag som började i division 5. Som bäst nådde laget två andraplatser i division 3 bakom Ifö/Bromölla IF respektive Brösarps IF. När fotbollssektionen lämnade föreningen 1990 lades damlaget ned.
| Tränare för herrlaget | Tränare för herrlaget | Tränare för herrlaget    | Tränare för herrlaget   |
| --------------------- | --------------------- | ------------------------ | ----------------------- |
| 1950-talet            | 1960-talet            | 1970-talet               | 1980-talet              |
| Ragnar Malmberg       | Adolf Vogl            | Lennart Dahlström        | Tom Prahl               |
| Václav Simon          | Kjell Wallinius       | Gert Linderot            | Christer Lindgren       |
| Imre Markos           | Kjell Hartvall        | Wilfried Schnorrenberger | Jerzy "Jesso" Michalski |
| John "Klot" Nilsson   |                       |                          |                         |
| Helge Ahlström        |                       |                          |                         |
| Torsten Flintberg     |                       |                          |                         |
| Anders Holmgren       |                       |                          |                         |

Serietillhörighet:
| Herrlaget | Herrlaget                                 | Herrlaget | Herrlaget                    | Herrlaget | Herrlaget                   | Damlaget  | Damlaget               |
| --------- | ----------------------------------------- | --------- | ---------------------------- | --------- | --------------------------- | --------- | ---------------------- |
| 1928–1931 | Division II nationella serien             | 1953      | Division IV sydsvenska södra | 1978      | Division II södra           | 1977      | Division V nordöstra   |
| 1932–1934 | Sydsvenska serien                         | 1954–1956 | Division III södra Götaland  | 1979      | Division III södra Götaland | 1978–1980 | Division IV nordöstra  |
| 1935–1937 | Division II nationella serien             | 1957–1960 | Division II östra Götaland   | 1980      | Division II södra           | 1981–1984 | Division III östra     |
| 1938–1939 | Sydsvenska serien                         | 1961–1965 | Division II södra            | 1981–1982 | Division III Skåne          | 1985–1986 | Inget seriespel        |
| 1940–1941 | Svenska serien division II, södra gruppen | 1966      | Division III södra Götaland  | 1983      | Division IV nordöstra       | 1987      | Division V nordöstra B |
| 1942–1945 | Sydsvenska serien                         | 1967      | Division II södra            | 1984      | Division III Skåne          | 1988–1989 | Division IV nordöstra  |
| 1946–1948 | Skåneserien division 1 norra              | 1968–1972 | Division III södra Götaland  | 1985–1989 | Division IV nordöstra       |           |                        |
| 1949–1951 | Division IV sydsvenska södra              | 1973–1974 | Division II södra            |           |                             |           |                        |
| 1952      | Division 1 södra                          | 1975–1977 | Division III södra Götaland  |           |                             |           |                        |

### Friidrott
En av de första idrotterna som utövades i Kristianstad med en IFK-stjärna på bröstet är friidrott, och 1901 hölls på läroverkets gårdsplan (Söderportgymnasiet) den första tävlingen. Inspirerad av den nystartade olympiska rörelsen döptes den till "De olympiska spelen". 1905 vinner Carl Hammarlund SM-guld på 400 meter på svenska mästerskapen i Helsingborg, klubbens enda på herrsidan genom tiderna. En idrottsplats tillkom 1906 när stadens drätselkammare tillät en sådan där Kristianstad Idrottshall nu ligger. Kamratmästerskapen hölls där 1907, men sedan förföll idrottsplatsen. 1916 invigdes lite längre österut istället den nya Idrottsplatsen som fortfarande är i drift och är alltså idag över hundra år.
Det arrangerades tidigt klubbmatcher mot andra IFK-föreningar. Den första hölls 1915 mot IFK Karlshamn och innehöll grenarna 100 meter, 400 meter, 1500 meter, 110 meter häck, höjdhopp, längdhopp, stavhopp, kula, diskus och spjut. De två första åren vann IFK Kristianstad, men IFK Karlshamn kunde knipa segern 1917 med knapp marginal. Ordningen var återställd året därpå när IFK Kristianstad 1918 vann tävlingen för tredje gången och därmed erövrade vandringspriset för gott. En ståtlig buckla som hundra år senare nu tronar stolt i den nybyggda montern på kansliet i Kristianstad Arena. Året efter ville man utöka till tre lag och kontakt togs med Ystads IF som tackade ja, men Karlshamn drog sig istället ur. Seger tre år i rad 1919–1921 gjorde att IFK Kristianstad återigen fick behålla ett vandringspris för all framtid. Nu var så även IFK Karlshamn med i tävlingen på nytt. Även med tre lag i tävlingen kunde IFK Kristianstad vinna 1922–1924 och återigen behålla vandringspokalen. Facit blev alltså nio segrar på tio år.
Under 1920- och 30-talet var Margit Sjöholm-Persson en av de främsta friidrottarna i klubben. Hon satte svenskt rekord i slungboll. Margit var aktiv i IFK Kristianstad ändå in på 1990-talet inom friidrott, gymnastik, handikappidrott och pensionärsmotion. Under 1940-talet tävlade Åke Moberg i medeldistans och Carl-Erik Stockenberg kastade spjut.
IFK Kristianstads främsta friidrottare genom tiderna är Britt Mårtensson som var svensk sprinterdrottning under 1950-talet. 16 år gammal vann hon 1953 SM-guld på 100 meter, det första av totalt fyra SM-guld i den grenen (övriga 1954, 1957 och 1958). Det blev även SM-guld i längdhopp 1957, och ytterligare fem SM-medaljer i andra valörer i sprint och längd. Hon var med och satte svenskt rekord på 4x100 meter. 1958 nådde hon semifinalplats i EM som det året hölls på Stockholm Stadion, vår mest klassiska friidrottsarena. 1960 var Britt nära att få delta i OS i Rom dit Sverige hade kvalificerat sig till stafetten 4*100 och Britt var satt på sistasträckan. Men tyvärr sedan skadade sig en av de andra tjejerna och då laget saknade reserv kom de aldrig iväg till Italien. Det var inte bara i friidrott som Britt höll en nationell klass. Även inom handboll var hon framgångsrik och spelade både i IFK Kristianstad och i landslaget. 1957 var hon reserv under handbolls-VM 1957 i Jugoslavien. Mot slutet av karriären flyttade Britt till Stockholm och spelade där med Kvinnliga SK Artemis. Britt Mårtensson är den enda i IFK Kristianstad som fått Svenska Friidrottsförbundets hederstecken Stora grabbars och tjejers märke, som nummer 174. Det delades ut vid Svenska Friidrottsförbundets årsmöte på hotell Malmen i Stockholm 7 november 1954.
IFK Kristianstad har vunnit 6 SM-guld, 6 SM-silver och 9 SM-brons i friidrott, totalt 21 medaljer. Guldmedaljerna vanns av Carl Hammarlund 1905 och Britt Mårtensson 1953–1958.
Under 1960-talet lades friidrottsektionen i IFK Kristianstad i vila, och KFUM Kristianstad tog över som den ledande friidrottsklubben i Kristianstad.

### Cykling
Enligt boken ”IFK Kristianstad 100 år” är cykling först ut i IFK Kristianstad. Där citeras överste Adolf Johnsson, klubbens grundare: ”Vi hade först en hjulförening på läroverket, det vill säga en cykelförening. Vi voro många med i den föreningen och företogo utfärder då och då.”
De första årtiondena lever IFK-cyklingen i medieskugga. Först i slutet av 1920-talet börjar det dyka upp referat och uppgifter. För att locka publik läggs cykeltävlingar i anslutning till klubbens fotbollsmatcher. Under en bortamatch i fotboll mot IFK Malmö arrangeras tävlingar i friidrott och cykling på Kristianstads Idrottsplats, och publiken får samtidigt täta rapporter om hur det går nere i Malmö. Trots förlust med 1–6 i fotbollen blir det succé, och en egen cykelsektion kan så bildas. IFK arrangerar och deltar i cykeltävlingar. 1928 startar man Ivösjön Runt, flaggskeppet i IFK Kristianstad vid den tiden. Den nätta turen Kristianstad–Arkelstorp–Näsum–Bromölla–Kristianstad vanns av Gunnar Winkvist på tiden 2.51.17. Det var grusvägar som gällde, så cyklister hade reservslangar hängande på överkroppen. 1930-talet blir IFK:s första storhetstid inom cykling med framgångar på distriktsnivå, med John Svenssohn som det stora namnet.
Under 1940-talet har cyklingen det tungt, med ransonering och brist på däck och gummivaror, men precis som handbollen får cyklingen i klubben en storhetstid under 50-talet. Detta märks bland annat genom införskaffandet av en buss i form av en ombyggd skåpbil. Ett enormt steg för innan dess var det trädgårdsstolar under en presenning på ett lastbilsflak som gällde. Under första halvan av decenniet är det Börje Martinsson som är den mest framgångsrikaste cyklisten med tiotalet tävlingsvinster. Herbert Dahlbom hade nu också börjat cykla, men väljer att satsa på friidrott istället. Det blir flera mästerskapssegrar, men problem med en fot gör att det återigen blir cykel som gäller. Ett beslut som leder till att han blir klubbens genom tidernas mest framgångsrikaste cyklist. Han börjar med att bli svensk juniormästare 1955. Året efter tävlar han i Berlin mot en stor del av europaeliten och vinner med tre minuter, pressen döpte det till ”Berlinbomben”. Han erbjuds en plats i Olympiska sommarspelen 1956 i Melbourne, men tackar nej. Han vinner SM-guld på 50 km tempo tre år i rad (1956–1958) på rekordtider. IFK Kristianstads bästa år inom cykling blir 1957. Förutom SM-guldet på 50 km, vinner Herbert Nordiska Mästerskapet med tre minuter och blir åtta på Världsmästerskapen i Belgien. Han är uttagen till Olympiska sommarspelen 1960 i Rom 1960 som ett stort medaljhopp, men blir matförgiftad på plats och kan inte delta. Sedan lockas Herbert till Djurgårdens IF i Stockholm, där han fortsätter sin framgångsrika tävlingskarriär med ytterligare svenska och nordiska guld i tempolopp.
IFK Kristianstad arrangerar 1974 SM-veckan i cykling, och under 80- och 90-talet etapper i bland annat Postgirot Open. Klubbens genom tidernas bästa tjej är Charlott Nilsson med två fjärdeplatser på SM under 90-talet. Under alla år har IFK haft stora framgångar på juniormästerskap.
IFK Kristianstad vann fyra officiella SM-guld och ett NM-guld i cykling, samtliga av Herbert Dahlbom.
I samband med den ekonomiska turbulensen runt millennieskiftet bryts cykel och övriga sektioner loss från IFK Kristianstad, kvar finns endast handbollen. Cykelsektionen bildar Kristianstad Cykelklubb, som väl förvaltade alla juniorframgångar i IFK Kristianstad och vinner SM i lagtempo 2004 med Lina Karlsson, Tove Wiklund och Lisa Nordén. Nordén vinner senare flera SM-medaljer för klubbar i Stockholm, och OS-silver i triathlon i London 2012.

### Gymnastik
Gymnastik var med redan från starten 1899 och grundaren Adolf Johnsson var själv gymnast. I klubbens första styrelseprotokoll beslutades det om inköp av två hartslådor. Harts användes till gymnastikskorna för att undvika olyckshändelser genom att halka. Träning skedde i Läroverkets gymnastiksal och även på skolgården. Det tog femton år innan även kvinnor fick vara aktiva medlemmar i IFK Kristianstad 1914. Gymnastik var en underavdelning till friidrottssektionen fram tills 1945, då gymnastik blev en egen sektion.
Två gymnaster från IFK Kristianstad har deltagit i OS, men inte under sin aktiva karriär i IFK Kristianstad utan istället tävlade de då för stockholmsklubbar. Oswald Holmberg, major på A3, Wendes artilleriregemente, läste och arbetade på GCI i Stockholm (nuvarande GIH, Gymnastik och Idrottshögskolan) under sina OS-år. Han deltog i Olympiska sommarspelen 1906 i Aten (räknas inte längre som ett officiellt OS) där gymnastik var en uppvisningsgren, men fem av gymnasterna, däribland Oswald, fick hoppa in Sveriges dragkampslag som vann brons. 1908 i London och 1912 i Stockholm (Solskensolympiaden) vann Oswald OS-guld i truppgymnastik. Albert Andersson tävlade i Olympiska sommarspelen 1920 i Antwerpen och tog OS-guld i truppgymnastik. Han bytte sedan till friidrott och tävlade i OS 1928 i Amsterdam i tiokamp och 110 meter häck, och vann också SM-guld 1928 på 110 meter häck. Gunnar Pettersson deltog i Berlin-OS 1936, men då var truppgymnastik en uppvisningsgren.
Storhetstiden för IFK Kristianstads gymnaster var 1920–1950. I mitten av seklet övergavs den lingska stilen till förmån för rörelser med olika redskap, en trend som kom ute i Europa. Istället gled IFK:s gymnastiksektion över till mer att handla om motionsgymnastik. Den som framför alla andra personifierade gymnastiken i IFK är Margit Sjöholm-Persson, där hon deltog från 1920-talet ända in på 1990-talet! 1982 utsågs hon till årets idrottsledare i Kristianstad. Hon fick även Lingmedaljen (Gymnastikförbundets högsta utmärkelse), Kristianstad kommuns kulturpris samt Riksidrottsförbundets högsta utmärkelse, förtjänsttecknet i guld, utdelat av Prins Bertil 1990. Margit tävlade också framgångsrikt för klubben i friidrott under 1920- och 1930-talet och satte svenskt rekord i slungboll. 1937 tog hon ett silver (80 m) och två brons (diskus och trekamp) vid SM-tävlingarna på Slottskogsvallen i Göteborg. Hon vurmade för handikappidrott och pensionärsmotion och hade även ett finger med inom fotbollen och handbollen i föreningen.
1999 lämnade gymnastiken IFK Kristianstad och föreningen C4-gymnasterna startades. Där utövas rytmisk gymnastik. Det är en OS-gren där gymnasten använder redskap (boll, tunnband, rep, band och käglor) och utför rörelser till musik. 2014 tog föreningen 3 SM-guld (mångkamp, käglor, boll/band).

### Bandy
I januari 1934 berättade Kristianstadsbladet om IFK Kristianstads bandyträning på Hammarsjön vid Ekenabben, och förlusten i DM mot IFK Osby med 5-0. I matchreferatet nämns de dåliga träningsmöjligheterna på Kristianstads vattendrag, vilket troligen ledde till att sektionen inte blev långvarig inom föreningen.

### Bordtennis
1953 startades en bordtennissektion. IFK Kristianstad deltog i seriespel under några år, men sektionen lades ner efter några år.

### Bridge
1954 startades en bridgesektion. Klubben tävlade i bridge under 1960-talet i SM och nådde som bäst en semifinal.

### Bingo
Bingoverksamheten startades troligen under 1950-talet och fortgick in på 1990-talet, och var en stor inkomstkälla för föreningen. Verksamheten bedrevs i IFK Kristianstad bingolokal på Östra Boulevarden på Norr. Lokalen utgör numera en del av Grand Hotells konferensrum. På 2010-talet startades återigen bingoverksamheten upp, och bedrevs i en av restaurangerna i Kristianstad Arena. Men i samband med Covid 19-pandemin lades verksamheten ned på nytt våren 2020, och startades sedan inte upp på nytt.

## Hemmaarena
IFK Kristianstad har haft fyra olika hemmaarenor för handboll:
- 1933–1947 Korridoren (Södra Kaserns Gymnastiksal), Publikkapacitet: 1 300, 109 matcher (91 vinster, 7 oavgjorda, 11 förluster, 87%)
- 1947–1964 Kristianstad Sporthall (numera Söderportskolans matsal), Publikkapacitet: 2 000, 180 matcher (134 vinster, 12 oavgjorda, 34 förluster, 78%)
- 1965–2010 Kristianstad Idrottshall (numera A-hallen i Kristianstad Arena), Publikkapacitet: 2 100, 590 matcher (367 vinster, 46 oavgjorda, 177 förluster, 66%)
- 2010– Kristianstad Arena (E1/E2-hallen), Publikkapacitet: 5 500, 315 matcher (231 vinster, 19 oavgjorda, 65 förluster, 76%, t.o.m. säsongen 2022/23)

## Spelartrupp

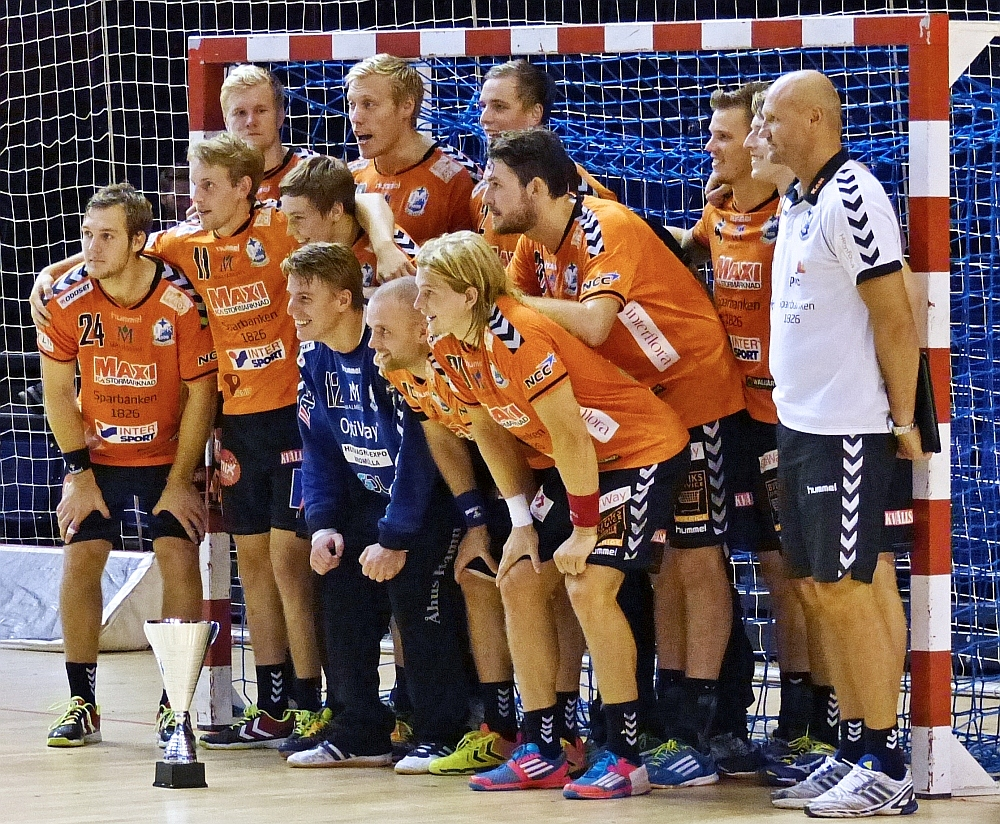
IFK Kristianstads spelartrupp i augusti 2014.

Tröja nummer 8 är sedan invigningen av Kristianstad Arena reserverad för publiken som kallas för den åttonde spelaren, dvs utöver de sju som är på planen. Vid invigningsmatchen i Kristianstad Arena den 17 oktober 2010 mot Redbergslids IK fick samtliga i publiken på 4 775 personer en egen matchtröja med just nummer 8. Den spelare i IFK Kristianstad som sist hade nummer 8 är högersexan Gustav Ekdahl.
Spelartruppen 2025/2026:
| Nr | Land    | Pos | Namn               |
| -- | ------- | --- | ------------------ |
| 1  | Danmark | MV  | Victor Bang        |
| 3  | Sverige | V9  | Elliot Stenmalm    |
| 6  | Sverige | V9  | Philip Henningsson |
| 7  | Sverige | M9  | Axel Månsson       |
| 9  | Sverige | H9  | Anton Hallbäck     |
| 10 | Sverige | M6  | William Höghielm   |
| 12 | Sverige | MV  | Victor Hedberg     |
| 14 | Sverige | V6  | Albin Leyman       |
| 18 | Sverige | H6  | Liam Kjellman      |

| Nr | Land    | Pos   | Namn                      |
| -- | ------- | ----- | ------------------------- |
| 20 | Sverige | V6    | Emil Frend Öfors          |
| 22 | Island  | V9    | Einar Bragi Adalsteinsson |
| 28 | Sverige | V9/M9 | Theo Ivarsson             |
| 34 | Sverige | M9    | William Andersson         |
| 42 | Sverige | H6    | Albin Selin               |
| 46 | Sverige | M6    | Herman Josefsson          |
| 49 | Sverige | H9    | Isaac Biel Nilsen         |
| 97 | Sverige | MV    | Hayder Al-Khafadji        |

## Meriterade spelare i urval
Ett urval av spelare som genom åren representerat IFK Kristianstads handbollslag (åren spelaren representerade klubben).
- Albin Lagergren (2013–2018) fyra seriesegrar och fyra SM-guld 2015–2018, H9 i landslaget i EM, VM och OS
- Andreas Cederholm (2013–2016 och 2022–2025) Tre SM-guld med IFK Kristianstad, en klubbens mesta målskyttar genom tiderna
- Bertil Rönndahl (1945–1953) VM-guld ute 1948, VM-guld 1954[47]
- Bo Ahlberg (1970- och 1980-talet) vinnare av Allsvenskans skytteliga 1975/76[48] Höll från 1982–2023 klubbrekordet för flest gjorda mål totalt.
- Britt Mårtensson (1950- och 60-talet) Enda kvinnan i IFK Kristianstad som spelat i landslaget
- Carl-Erik Stockenberg (1944–1957) Ute-VM-guld 1948, VM-guld 1954, vinnare av Allsvenskans skytteliga fem år i rad (1949/50–1953/54) först att göra 1000 mål i högsta serien.
- Ewert Sjunnesson (1940- och 1950-talet) VM-guld 1954
- Iman Jamali (2015–2016) iransk/ungersk hårdskjutande spelare som lånades in en säsong från Veszprém KC
- Jerry Tollbring (2014–2017) tre säsonger, tre seriesegrar och tre SM-guld 2015–2017, V6 i landslaget i EM, VM och OS
- Jesper Larsson (–1995 och 2009–2012) Egen målvaktsprodukt som blev proffs i Bundesliga. Sportchef 2016–2021, sedan klubbchef 2021–2023.
- Joachim Stenbäcken (1989–1995 och 1998–2004) En av föreningens bästa målskyttar genom tiderna, VM-spelare 1986[48]
- Johan Jepson (2006–2016), lagkapten som skapade den regnbågsfärgade kaptensbindeln som spreds över sportvärlden, klubbchef 2025
- Karl Fridlundh (1940- och 1950-talet) Ute-VM-silver 1952[49]
- Lennart Ebbinge (1970- och 1980-talet) OS-spelare 1984, vinnare av Allsvenskans skytteliga 1976/77[50]
- Markus Olsson (2008–2015, 2020–2025) VM-spelare 2015 och EM-spelare 2016, Föreningens största spelare genom alla tider med flest mål och matcher genom tiderna i IFK Kristianstad, och den enda spelaren som gjort 1 000 mål i högsta serien för IFK Kristianstad, och den första att göra 2 000 mål totalt i klubben.
- Ólafur Guðmundsson (2012–2014, 2015–2021) En av klubbens meste spelare och målskytt genom tiderna, och lagkapten. Bäste målskytt för klubben i EHF Champions League.
- Sten Olsson (1963–1978) OS-spelare 1972, VM-spelare 1967[51]
- Thomas Persson (1967-1968 och 1970–1974) OS-spelare 1972[52], enda spelaren i IFK Kristianstad som utsetts till årets handbollsspelare i Sverige
- Uno Kvist (1950–1957 och 1964–1968) Två SM-guld och två SM-silver 1951-1954. En stor publikfavorit.
- Åke Moberg (1944–1957, 1960–1964) Ute-VM-guld 1948. VM-guld 1954, vinnare av Allsvenskans skytteliga 1946/47

## Meriter
IFK Kristianstad har vunnit 9 SM-guld, 6 SM-silver och inget SM-brons, totalt 15 medaljer, i handboll inomhus för seniorer.

### SM-guld
IFK Kristianstad har nio SM-guld i handboll, tredje flest i Sverige:
- 1941: Genom vinst i SM-final mot IFK Uppsala
- 1948: Genom vinst i SM-final mot Redbergslids IK
- 1952: Genom vinst i SM-final mot AIK
- 1953: Genom serieseger i Allsvenskan säsongen 1952/53
- 2015: Genom vinst i SM-final mot Alingsås HK
- 2016: Genom vinst i SM-final mot Alingsås HK
- 2017: Genom vinst i SM-final mot Alingsås HK
- 2018: Genom vinst i SM-final mot HK Malmö
- 2023: Genom vinst i SM-final mot IK Sävehof

### SM-silver
IFK Kristianstad har sex SM-silver i handboll:
- 1951: Efter förlust i SM-final mot AIK
- 1954: Genom att komma tvåa i Allsvenskan säsongen 1954, 1 poäng efter Redbergslids IK
- 1955: Genom att komma tvåa i Allsvenskan säsongen 1955, på samma poäng men med sämre målskillnad än IK Heim och bättre målskillnad än Örebro SK
- 1975: Efter förlust i SM-final mot HK Drott
- 2012: Efter förlust i SM-final mot IK Sävehof
- 2013: Efter förlust i SM-final mot HK Drott

### SM-finaler

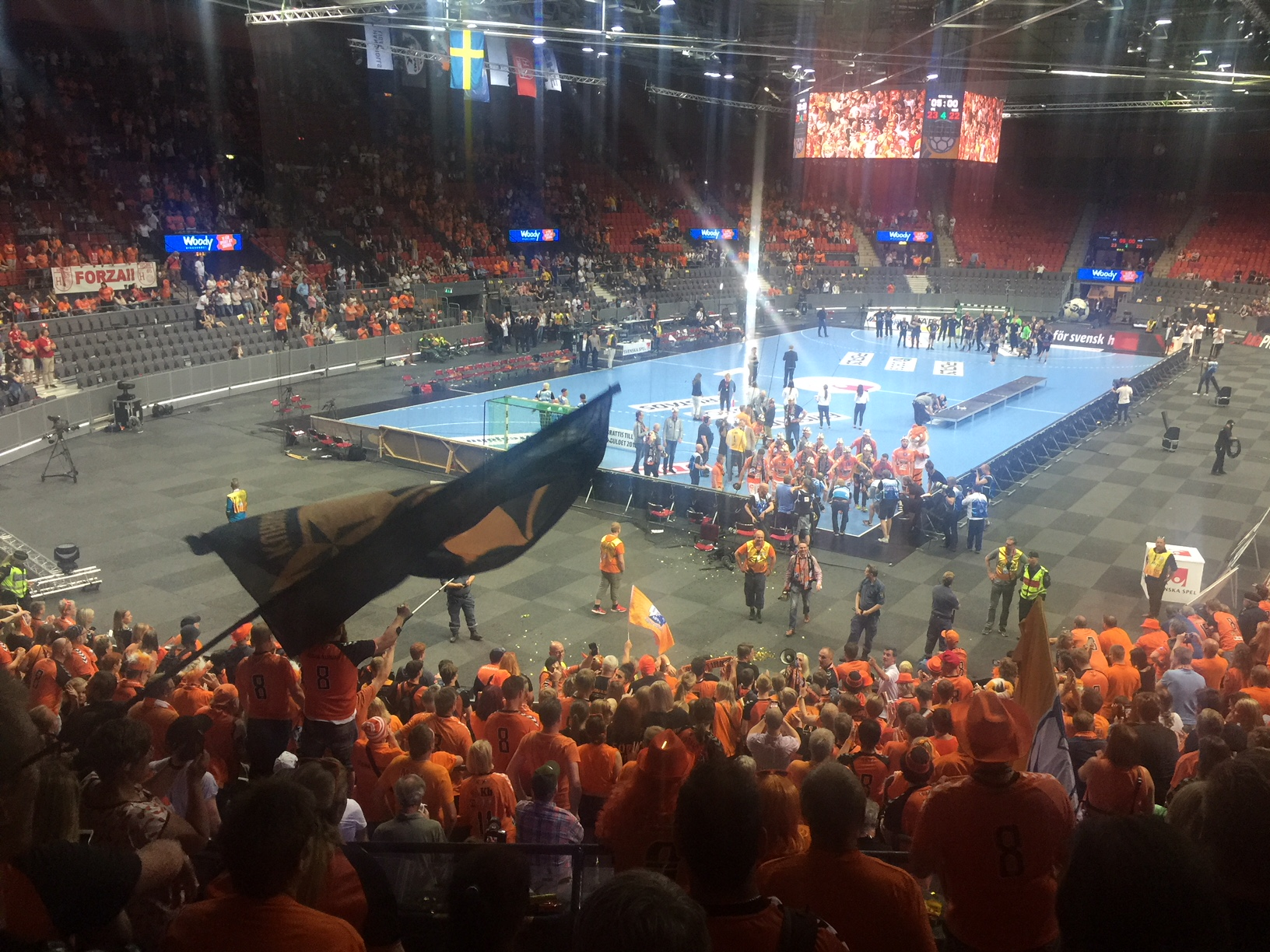
Spelarna i IFK Kristianstad tackar publiken efter SM-finalseger mot HK Malmö 10 maj 2018, Scandinavium Göteborg.

IFK Kristianstad har spelat tolv SM-finaler i handboll, Totalt åtta vinster och fyra förluster med sammanlagd målskillnad 569–545, IFK Kristianstads mål redovisas först:
- 1941: Vinst mot IFK Uppsala med 17–8 (7–3, 10-5) 6 april i Korridoren, Kristianstad. Publik 1 299.
- 1948: Vinst efter förlängning mot Redbergslids IK med 8–7 och 7–7 vid full tid (4–3, 3–4, 0–0, 1–0)[54] 21 mars i Sporthallen, Kristianstad. Publik 1 628.
- 1951: Förlust mot AIK med 11–12 (5–5, 6–7) 18 mars i Eriksdalshallen, Stockholm. Publik 1 784.
- 1952: Vinst efter förlängning mot AIK med 16–15 efter förlängning (15–15 vid full tid) 23 mars i Sporthallen i Kristianstad. Publik 1 272.
- 1975: Förlust mot HK Drott över två matcher, 18–18 (9–12, 9–6) 19 mars i Idrottshallen i Kristianstad, publik 2 650 och 12–14 (5–4, 7–10) i returen 23 mars i Sporthallen i Halmstad, publik 2548.[55][56]
- 2012: Förlust mot IK Sävehof med 21–29 (8–15, 13–14) 12 maj i Malmö Arena. Publik 12 068.
- 2013: Förlust mot HK Drott med 27–28 (14–9, 13–19) 9 maj i Scandinavium, Göteborg. Publik 12 044.
- 2015: Vinst mot Alingsås HK med 28–25 (14–14, 14–11) 24 maj i Scandinavium, Göteborg. Publik 12 312.
- 2016: Vinst mot Alingsås HK med 27–18 (18–6, 9–12) 22 maj i Malmö Arena. Publik 11 579.
- 2017: Vinst mot Alingsås HK med 31–25 (18–11, 13–14) 27 maj i Malmö Arena. Publik 9 876.
- 2018: Vinst mot HK Malmö med 23–22 efter förlängning och 20–20 vid full tid (11–8, 9–12, 2–1, 1–1) 10 maj i Scandinavium, Göteborg. Publik 9 668.
- 2023: Vinst mot IK Sävehof över fem matcher, 29–34 (14-17, 15-17), 45–44 ef (14-12, 19-21, 6-6, 6-5), 33–31 ef (14-12, 14-16, 5-3), 28–30 (13-12, 15-18) och 30–23 (12-12, 18-11) med match 1, 3 och 5 i Kristianstad Arena och match 2 och 4 i Partille Arena. Total publiksiffra 20 415 (4 303, 3 120, 4 720, 3 318 och 4 954). Matchdatum 20, 22, 25, 27 och 29 maj.

### SM, match om tredjepris
IFK Kristianstad har spelat en match om tredjepris i handboll:
- 1949: Förlust mot Majornas IK med 14–10

### Juniorer
IFK Kristianstads herrjuniorer (U18) har två SM-silver.
- 2012: Förlust i finalen mot IK Sävehof med 25-15
- 2015: Förlust i finalen mot Ystads IF med 25-19

### Svenska Cupen
Medaljer för IFK Kristianstad i Svenska Cupen:
- 2023: Guld och cupmästare efter vinst mot Hammarby IF

### DM
IFK Kristianstad har vunnit DM, Distriktsmästerskapet, inomhus 15 gånger:
1933, 1935, 1936, 1938, 1941, 1942, 1944, 1946, 1947, 1953, 1956, 1961, 1982, 1983 och 1996.
Sexton gånger har föreningen vunnit DM utomhus:
1938, 1941, 1942, 1943, 1944, 1945, 1947, 1948, 1949, 1950, 1951, 1952, 1953, 1954, 1955 och 1956.
Noterbart är att den stora plumpen i utomhussviten är 1946, men den beror på att IFK inte ställde upp det året i cupen i protest mot fördelningen av intäkterna.
Även IFK Kristianstads damlag har vunnit DM: 1961

### TRIM-SM
1999 vann IFK Kristianstad TRIM-SM, en veteranturnering marknadsförd av Svenska Handbollförbundet, men utan officiell SM-status. Detta efter finalseger mot H43 Lund med 17-10. Året efter, 2000, blev det silver efter finalförlust med 18-13 mot IF Swithiod.

### Utomhushandboll (elvamannalag)

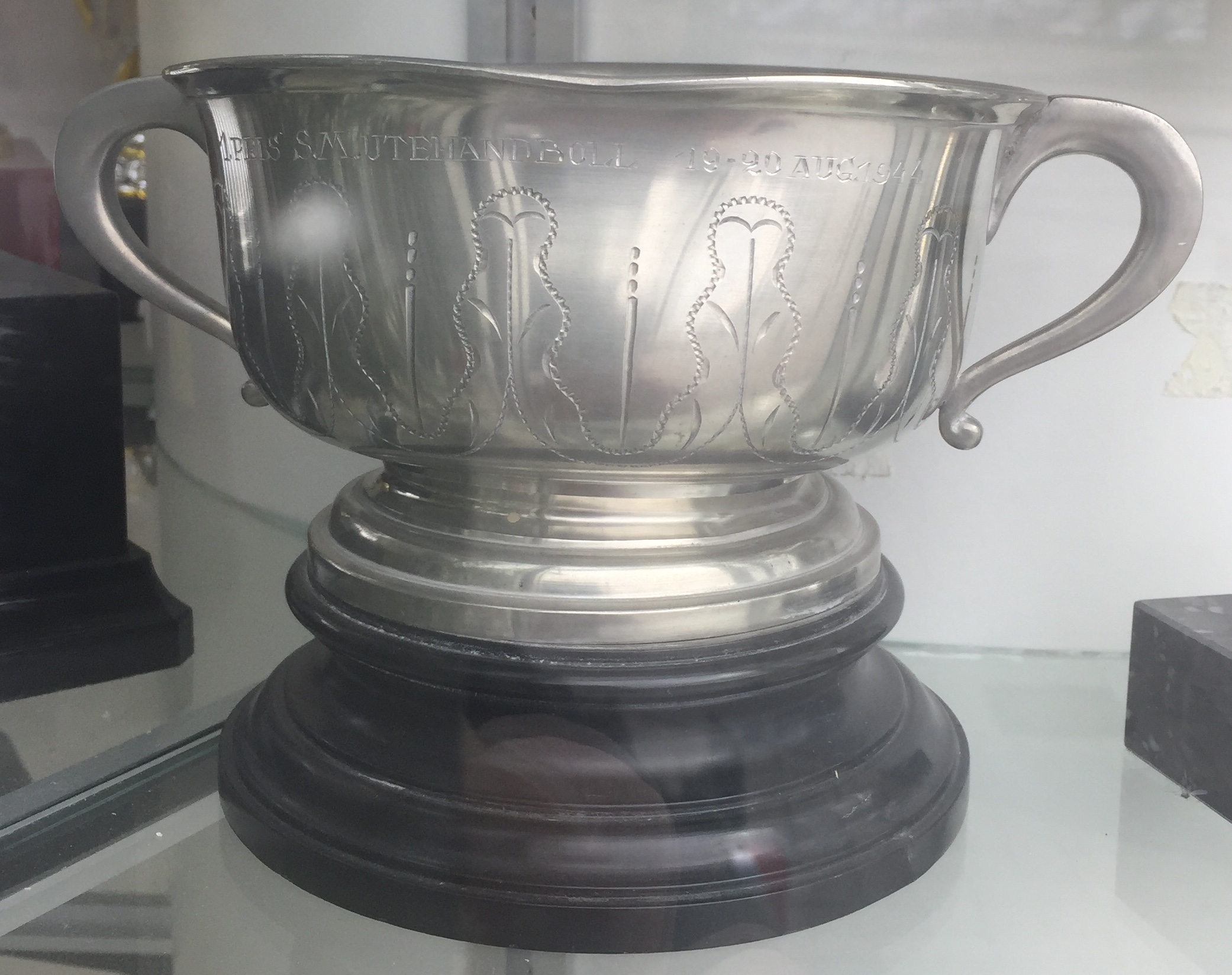
SM-pokal 1944, utomhushandboll elvamannalag, vunnen av IFK Kristianstad.

IFK Kristianstad har spelat sex SM-finaler i utomhushandboll för elvamannalag under en period på tio år (1941–1950) och vann två av dessa finaler. Under åren 1941–1951 (förutom 1946 när IFK Kristianstad inte deltog) nådde IFK minst semifinal och tog medalj varje år 1941–1950.
SM-finaler:
- 1941: Vinst mot IK Bolton med 4–3
- 1944: Vinst efter förlängning mot IK Göta med 8–7
- 1945: Förlust mot Majornas IK med 2–5
- 1947: Förlust mot Redbergslids IK med 4–7
- 1949: Förlust mot Redbergslids IK med 4–8
- 1950: Förlust efter förlängning mot Redbergslids IK med 5–6

Totalt två vinster och fyra förluster med sammanlagd målskillnad 27–36.

### Beach-SM
1999 pausades SM i utomhushandboll till förmån för beach-SM (SM i beachhandboll). Turneringen spelade de två första åren i Åhus som en del av Åhus Beachhandbollfestival. IFK deltog dessa två år och kom till kvartsfinal det första året och förlorade mot Ligu med 11-6, men år 2000 blev det SM-silver efter sudden death mot HK Drott som vann med 7-6. 2024 ställde så IFK Kristianstad upp i beach-SM för första gången sedan 2000. Laget nådde semifinal där det blev förlust med 2-0 mot Göteborg Beach Handball Club, som sedan även vann finalen.

### Övriga cuper
Challenge International Georges-Marrane i Paris, en inbjudningsturnering som arrangeras varje år sedan 1975 av US Ivry. IFK deltog 2016 och vann genom semifinalseger med 23–22 mot Dunkerque och finalseger 27–26 mot värdlaget US Ivry med det avgörande målet i slutsekunden av Jerry Tollbring.
Internationaler Heide-Cup är en årlig inbjudningsturnering startad 2007. 2017 vann IFK Kristianstad cupen efter finalseger mot Montpellier HB. Leo Larsson utsågs till turneringens bästa målvakt. IFK Kristianstad är det enda laget utanför Tyskland som vunnit cupen.

### Placeringar i högsta divisionen

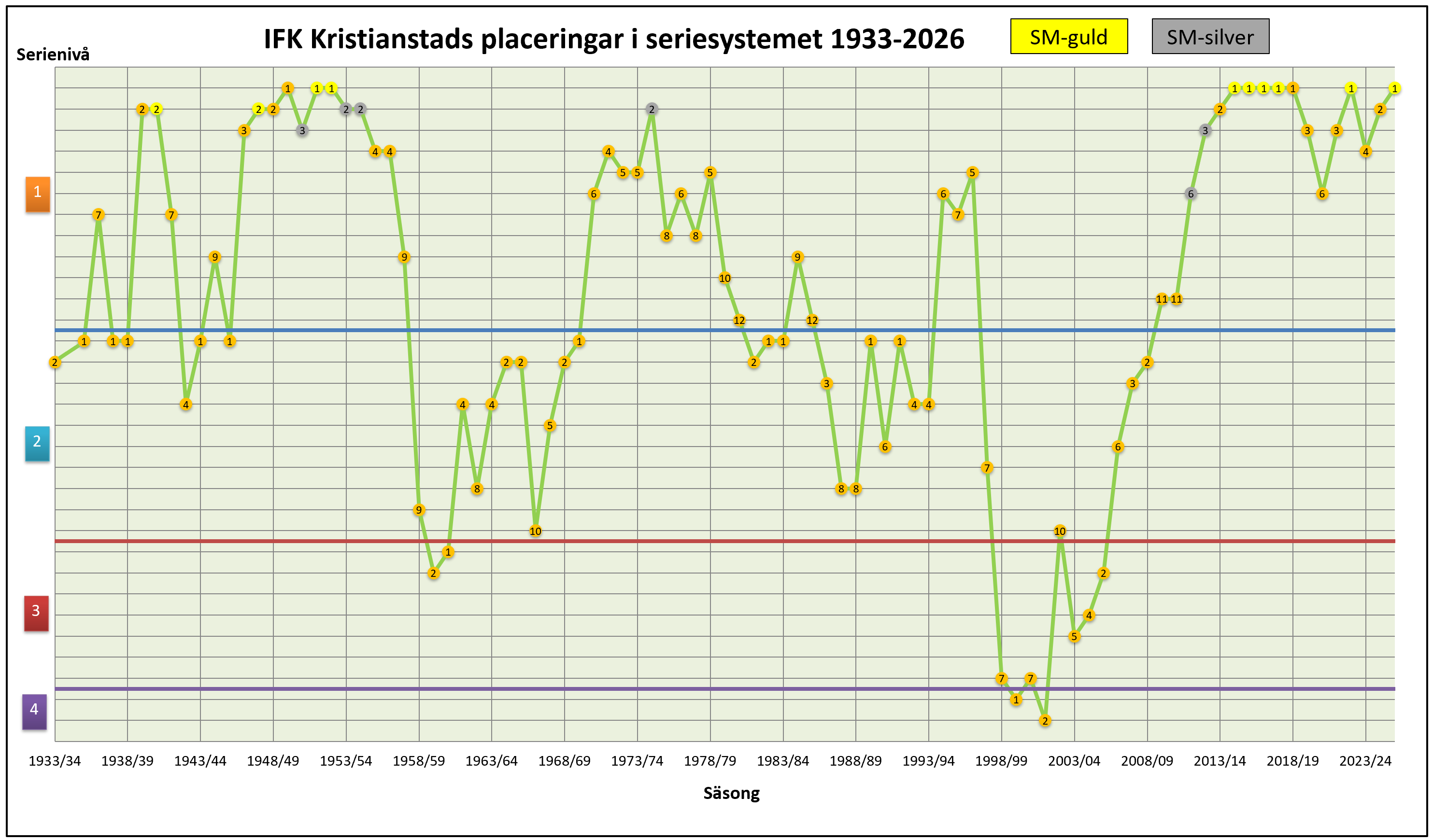
IFK Kristianstads placeringar i handbollens olika serier sedan 1933/34.

IFK Kristianstad har nio gånger vunnit den högsta divisionen i svensk handboll, vilket tillsammans med andraplatsen är föreningens vanligaste placering:
| Placering | Antal | År                                                   |
| --------- | ----- | ---------------------------------------------------- |
| 1         | 9     | 1950, 1952, 1953, 2015, 2016, 2017, 2018, 2019, 2023 |
| 2         | 9     | 1940, 1941, 1948, 1949, 1954, 1955, 1975, 2014, 2025 |
| 3         | 5     | 1947, 1951, 2013, 2020, 2022                         |
| 4         | 4     | 1956, 1957, 1972, 2024                               |
| 5         | 4     | 1973, 1974, 1979, 1997                               |
| 6         | 5     | 1971, 1977, 1995, 2012, 2021                         |
| 7         | 3     | 1937, 1942, 1996                                     |
| 8         | 2     | 1976, 1978                                           |
| 9         | 4     | 1945, 1958, 1985, 1991                               |
| 10        | 3     | 1980, 1993, 1994                                     |
| 11        | 3     | 1998, 2010, 2011                                     |
| 12        | 2     | 1981, 1986                                           |

1. ↑  Handbollsligan avbröts i mars 2020 pga. Covid-19-pandemin med en match kvar att spela. IFK låg på en tredjeplats där lag 1–4 i serien alla hade chans att i sista omgången vinna serien.
2. 1 2 3 4  Placeringen avser hösttabellen året innan, där en placering utanför topp-8 medförde nedflyttning till Allsvenskan under våren.

### Skytteligavinnare i högsta serien
Fyra spelare i IFK Kristianstad har vunnit skytteligan i den högsta serien under åtta säsonger. Carl-Erik Stockenberg är den enda spelaren i Sverige som gjort det fem år i rad.
| Säsong  | Spelare               | Antal mål |
| ------- | --------------------- | --------- |
| 1946/47 | Åke Moberg            | 52        |
| 1949/50 | Carl-Erik Stockenberg | 79        |
| 1950/51 | Carl-Erik Stockenberg | 77        |
| 1951/52 | Carl-Erik Stockenberg | 56        |
| 1952/53 | Carl-Erik Stockenberg | 74        |
| 1953/54 | Carl-Erik Stockenberg | 82        |
| 1975/76 | Bo Ahlberg            | 117       |
| 1976/77 | Lennart Ebbinge       | 153       |

## Lagkaptener genom åren

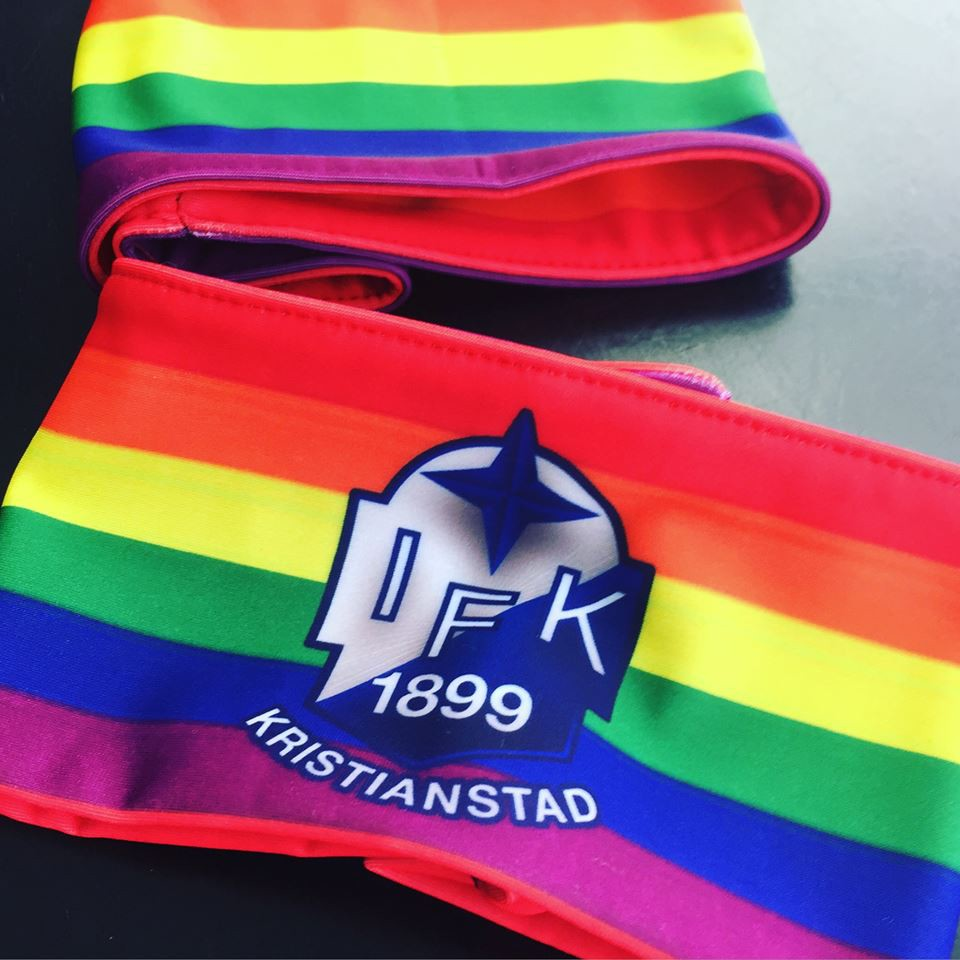
2015 tog Johan Jepson, lagkapten i IFK Kristianstad, fram regnbågsbindeln som sedan spred sig över världen.

Bo Ahlberg var major inom Försvarsmakten och på Pliktverket och hade därför titeln Lagmajor.
2015 designade lagkapten Johan Jepson regnbågsbindeln, som sedermera spred sig över världen inom många olika idrotter.
| År        | Lagkapten                     | År        | Lagkapten          |
| --------- | ----------------------------- | --------- | ------------------ |
| 1984–1985 | Bo Ahlberg                    | 2000–2006 | Tobias Fredriksson |
| 1985–1986 | Göran Nilsson                 | 2006–2010 | Olle Stenius       |
| 1986–1987 | Bo Ahlberg                    | 2010–2011 | Claus Kjeldgaard   |
| 1987–1988 | Patrik Andersson              | 2011–2012 | Pär Möllerberg     |
| 1988–1989 | Glenn Göransson Göran Nilsson | 2012–2016 | Johan Jepson       |
| 1989–1990 | Dragan Mihailovic             | 2016–2021 | Ólafur Guðmundsson |
| 1990–1991 | Lennart Ebbinge               | 2021–2024 | Anton Halén        |
| 1991–1994 | Joachim Stenbäcken            | 2024-     | Philip Henningsson |
| 1994–1999 | ?                             |           |                    |

## Medaljliga
Totalt har 108 handbollsspelare varit SM-medaljörer för IFK Kristianstad i handboll (inomhus), varav 72 har vunnit SM-guld.
| Nr | Spelare               | Guld | Silver | Brons | Totalt | Första | Senaste |
| -- | --------------------- | ---- | ------ | ----- | ------ | ------ | ------- |
| 1  | Johannes Larsson      | 4    | 1      | 0     | 5      | 2015   | 2018    |
| 2  | Albin Lagergren       | 4    | 0      | 0     | 4      | 2015   | 2018    |
|    | Leo Larsson           | 4    | 0      | 0     | 4      | 2015   | 2018    |
| 4  | Carl-Erik Stockenberg | 3    | 3      | 0     | 6      | 1948   | 1955    |
|    | Åke Moberg            | 3    | 3      | 0     | 6      | 1948   | 1955    |
|    | Åke Skough            | 3    | 3      | 0     | 6      | 1948   | 1955    |
| 7  | Erik Nordström        | 3    | 2      | 0     | 5      | 1948   | 1955    |
|    | Evert Sjunnesson      | 3    | 2      | 0     | 5      | 1948   | 1955    |
| 9  | Bertil Rönndahl       | 3    | 1      | 0     | 4      | 1948   | 1953    |
|    | Ólafur Guðmundsson    | 3    | 1      | 0     | 4      | 2013   | 2018    |
| 11 | Jerry Tollbring       | 3    | 0      | 0     | 3      | 2015   | 2015    |
|    | Inge Aas Eriksen      | 3    | 0      | 0     | 3      | 2016   | 2018    |
|    | Andreas Cederholm     | 3    | 0      | 0     | 3      | 2015   | 2023    |
|    | Philip Henningsson    | 3    | 0      | 0     | 3      | 2017   | 2023    |

### OS-deltagare
Det är endast inom handbollen som IFK Kristianstad haft OS-deltagare, totalt fem stycken.
- Thomas Persson och Sten Olsson i München 1972
- Albin Lagergren och Jerry Tollbring i Rio 2016.
- Ola Lindgren som var förbundskapten under Olympiska sommarspelen 2012 i London tillsammans med Staffan Olsson när Sverige tog OS-silver.

Oswald Holmberg, en av föreningens första ordförande vann brons i dragkamp i Aten 1906, och guld i truppgymnastik i London 1908 och under Solskensolympiaden i Stockholm 1912. Dock tävlade han i OS likt flera andra gymnaster från IFK Kristianstad för Stockholms GF.
Ett femtontal personer har deltagit i OS för andra kristianstadsföreningar, bland annat tog Bengt Bengtsson (KFUM:s IF och bror till Frans G. Bengtsson) OS-guld i Antwerpen 1920 i gymnastik. Bengt var militär på A3 och skrev böckerna Vad var och en måste veta om bombanfall och Bombanfall och bombverkan. Frans G. skrev Röde Orm (utsedd till århundradets tredje mest betydelsefulla svenska bok).

## Handbollstränare genom åren
Klubbens mesta handbollstränare är Evert Sjunneson med sammanlagt 22 säsonger under perioden 1951 till 1977. Den mest framgångsrikaste är Ola Lindgren som tog föreningen till fyra SM-guld, fyra segrar i högsta serien och slutspel i EHF Champions League. Om inget annat anges avser årtalen från höst första årtalet till vår andra årtalet.
| År                  | Antal år | Namn                                       | Anmärkningar                                                                                          | SM-meriter                                                                                     | Placering högsta serien                                                             | Cupresultat |
| ------------------- | -------- | ------------------------------------------ | --- | ---------------------------------------------------------------------------------------------- | ----------------------------------------------------------------------------------- | --- |
| 1933 – 1937         | 4        | Oscar H Meyer                              | | 1/8-del 1936                                                                                   | Sjua 1937                                                                           | DM-guld 1933 · DM-guld 1935 · DM-guld 1936 |
| 1937 – 1945         | 8        | Eskil Gustafsson                           | Spelande tränare                                                                                      | 1/8-del 1938 · Guld 1941 Guld utomhus 1941 · Guld utomhus 1944 · Silver utomhus 1945           | Tvåa 1940 · Tvåa 1941 · Sjua 1942 · Nia 1945                                        | DM-guld 1938 · DM-guld utomhus 1938 · DM-guld 1941 · DM-guld utomhus 1941 · DM-guld 1942 · DM-guld utomhus 1942 · DM-guld utomhus 1943 · DM-guld 1944 · DM-guld utomhus 1944 · DM-guld utomhus 1945 |
| 1945 – 1947         | 2        | Karl-Erik "Kinna" Nilsson                  | | Semifinal 1946 · 1/8-del 1947 · Silver utomhus 1947                                            | Trea 1947                                                                           | DM-guld 1946 · DM-guld 1947 · DM-guld utomhus 1947 |
| 1947 – 1951         | 4        | Eskil Gustafsson                           | | Guld 1948 · Fyra 1949 · Silver utomhus 1949 · 1/8-del 1950 · Silver utomhus 1950 · Silver 1951 | Tvåa 1948 · Tvåa 1949 · Etta 1950 · Trea 1951                                       | DM-guld utomhus 1948 · DM-guld utomhus 1949 · DM-guld utomhus 1950 · DM-guld utomhus 1951 |
| 1951 – 1958         | 7        | Karl Fridlundh Åke Moberg Evert Sjunnesson | Spelande tränare                                                                                      | Guld 1952 · Guld 1953 · Silver 1954 · Silver 1955                                              | Etta 1952 · Etta 1953 · Tvåa 1954 · Tvåa 1955 · Fyra 1956 · Fyra 1957 · Nia 1958    | DM-guld utomhus 1952 · DM-guld 1953 · DM-guld utomhus 1953 · DM-guld utomhus 1954 · DM-guld utomhus 1955 · DM-guld 1956 · DM-guld utomhus 1956                                                      |
| 1958 – 1962         | 4        | Evert Sjunnesson                           | |                                                                                                |                                                                                     | DM-guld 1961 |
| 1962 – 1963         | 1        | Åke Moberg                                 | Spelande tränare                                                                                      |                                                                                                |                                                                                     | |
| 1963 – 1973         | 10       | Evert Sjunnesson                           | | Semifinal 1972                                                                                 | Sexa 1971 Fyra 1972 Femma 1973                                                      | Sv. Cupen: 1/8-del 1971 |
| 1973 – 1975         | 2        | Leif Rosenberg                             | | Silver 1975                                                                                    | Femma 1974 · Tvåa 1975                                                              | |
| 1975 – 1976         | 1        | Åke Duvander                               | |                                                                                                | Åtta 1975                                                                           | |
| 1976 – 1977         | 1        | Evert Sjunnesson                           | |                                                                                                | Sexa 1977                                                                           | |
| 1977 – 1978         | 1        | Jan Näslund                                | |                                                                                                | Åtta 1978                                                                           | |
| 1978 – 1980         | 2        | Lars Skoglund                              | |                                                                                                | Femma 1979 Tia 1980                                                                 | |
| 1980 – feb 1982     | 1,75     | Olle Olsson                                | |                                                                                                | Tolva 1981                                                                          | Sv. Cupen: 1/8-del 1982 |
| 1982                | 0,25     | Lars Skoglund                              | |                                                                                                |                                                                                     | DM-guld 1982 |
| 1982 – 1984         | 2        | Lars Norgren                               | Spelande tränare                                                                                      |                                                                                                |                                                                                     | DM-guld 1983 · Sv. Cupen: · 1/8-del 1983 · Kvartsfinal 1984 |
| 1984 – 1985         | 0,75     | Bo Svennarp                                | |                                                                                                |                                                                                     | Sv. Cupen: 1/8-del 1985 |
| vår 1985            | 0,25     | Torsten Persson                            | |                                                                                                | Nia 1985                                                                            | |
| 1985 – 1986         | 1        | Lennart Ytter                              | |                                                                                                | Tolva 1986                                                                          | |
| 1986 – 1988         | 2        | Kenneth Mattelin                           | |                                                                                                |                                                                                     | Sv. Cupen: 1/16-del 1986 |
| 1988 – 1989         | 1        | Mats Magnusson                             | |                                                                                                |                                                                                     | Sv. Cupen: 1/16-del 1986 |
| 1989 – 1991         | 2        | Ulf Sandgren                               | |                                                                                                | Nia (höst) 1990                                                                     | |
| 1991 – 1994         | 3        | Veroljub "Kos" Kosovac                     | |                                                                                                | Tia (höst) 1992, 1993                                                               | |
| 1994 – 1995         | 1        | Urban Harju                                | | Kvartsfinal 1995                                                                               | Sexa 1995                                                                           | |
| 1995 – 1996         | 1        | Anders Rantatalo                           | |                                                                                                | Sjua 1996                                                                           | DM-guld 1996 |
| 1996 – dec 1997     | 1,5      | Dragan Mihailovic                          | | Kvartsfinal 1997                                                                               | Femma 1997 Elva (höst) 1997                                                         | Ligacupen: Fyra 1996 |
| dec 1997 – 1998     | 0,5      | Bengt-Arne Schuster Peter Svensson         | |                                                                                                |                                                                                     | |
| 1998 – 1999         | 1        | Jonas Jönsson                              | |                                                                                                |                                                                                     | |
| 1999 – 2003         | 4        | Ulf Larsson                                | |                                                                                                |                                                                                     | |
| 2003 – 2004         | 1        | Dragan Mihailovic                          | |                                                                                                |                                                                                     | |
| 2004 – 2007         | 3        | Ulf Larsson                                | |                                                                                                |                                                                                     | |
| 2007 – feb 2012     | 4,5      | Kenneth Andersson                          | |                                                                                                | Elva 2010 Elva 2011                                                                 | |
| feb 2012 – jan 2019 | 7        | Ola Lindgren                               | Svensk förbundskapten 2008–2016                                                                       | Silver 2012 · Silver 2013 · Semifinal 2014 · Guld 2015 · Guld 2016 · Guld 2017 · Guld 2018     | Sexa 2012 · Trea 2013 · Tvåa 2014 · Etta 2015 · Etta 2016 · Etta 2017 · Etta 2018 · | EHF-cupen: Kvalspel 2013 Gruppspel 2014 Kvalspel 2015 EHF CL: Gruppspel 2016 Gruppspel 2017 Slutspel (1/8-final) 2018 Gruppspel 2019                                                                |
| jan 2019 – mar 2019 | 0,5      | Ulf Larsson                                | |                                                                                                | Etta 2019                                                                           | |
| mar 2019 – dec 2020 | 1,5      | Ljubomir Vranjes                           | | Semifinal 2019                                                                                 | Trea 2020                                                                           | EHF CL: Gruppspel 2020 |
| dec 2020 – 2021     | 0,5      | Ulf Larsson                                | | Semifinal 2021                                                                                 | Sexa 2021                                                                           | EHF EL: Slutspel (1/4-final) 2021 |
| 2021 – 2022         | 1        | Jonas Wille                                | Köptes ut efter ett år av Norges Handbollförbund för att bli norsk förbundskapten.                    | Semifinal 2022                                                                                 | Trea 2022                                                                           | Sv. Cupen: Semifinal 2022 |
| 2022 – 2024         | 2        | Stian Tønnesen                             | Den enda herrtränaren som tagit trippeln i Sverige med serieseger, cupseger och SM-guld samma säsong. | Guld 2023 · Semifinal 2024                                                                     | Etta 2023 · Fyra 2024                                                               | Sv. Cupen: · Guld 2023 · Kvartsfinal 2024 · EHF EL: · Kval 2022 · Gruppspel 2023 |
| 2024 –              |          | Anders Hallberg                            | Kontrakt till 2027                                                                                    | Kvartsfinal 2025                                                                               | Tvåa 2025                                                                           | Sv. Cupen: 1/8-del 2025 EHF EL: Kvalspel 2024 |

## Supporterförening
Södra Kurvan är klubbens officiella supporterförening med över 500 medlemmar (2015). Supporterföreningen har en egen sektion i Kristianstad Arena (sektionerna J2/J3 samt H1).

## Publik

### Publikrekord

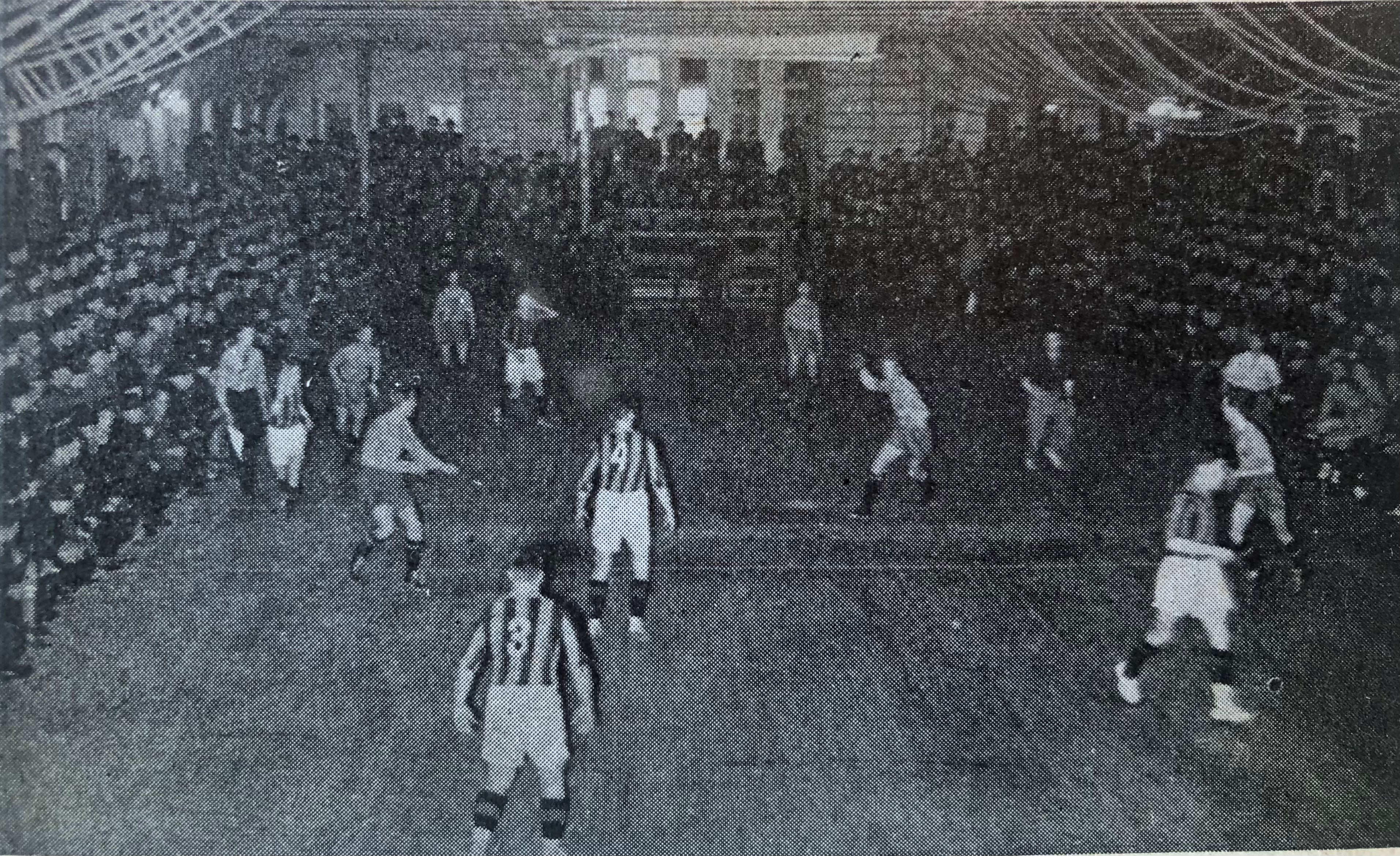
IFK Kristianstad - Djurgårdens IF, Allsvenskan 1939-12-10, Publikrekord 1655

IFK Kristianstad har spelat i fyra olika hemmahallar och har således fyra olika publikrekord på hemmaplan.
- Korridoren: 1 655 personer, 10 december 1939, Djurgårdens IF HF, Allsvenskan*
- Sporthallen: 2 462 personer, 22 februari 1948, Redbergslids IK, Allsvenskan (seriefinal)
- Idrottshallen: 2 705 personer, 18 november 1970, HK Drott, Allsvenskan
- Kristianstad Arena: 5 221 personer, 27 april 2018, Lugi HF, SM-semifinal 3

*Den 1 december 1946 radiosändes den allsvenska bortamatchen mot IFK Karlskrona till Korridoren med en publik på 2 500 personer.
Den största publik IFK Kristianstad har spelat inför är 12 312 vilket skedde i SM-finalen mot Alingsås HK den 24 maj 2015 på neutral plan i Scandinavium, Göteborg.
Sedan 2006/2007
Ej inräknat matcher med publikbegränsningar på grund av Covid 19-pandemin
Kval till Allsvenskan
- Hemma: 2 196 personer, 4 april 2008, IFK Trelleborg, Idrottshallen
- Borta: 1 267 personer, 30 mars 2008, IFK Trelleborg, Söderslättshallen

Allsvenskan, högsta
- Hemma: 2 073 personer, 16 januari 2008, IFK Ystad, Idrottshallen
- Borta: 1 534 personer, 13 februari 2009, HIF Karlskrona, Karlskrona Idrottshall

Allsvenskan, lägsta
- Hemma: 583 personer, 25 mars 2007, Skånela IF. Idrottshallen
- Borta: 125 personer, 11 mars 2009, IK Cyrus, Jönköpings idrottshus

Kval till Elitserien
- Hemma: 2 643 personer, 29 april 2011, Önnereds HK, Kristianstad Arena
- Borta: 1 312 personer, 7 april 2011, H 43 Lund, Sparbanken Skåne Arena

Elitserien/Handbollsligan, högsta
- Hemma: 5 153 personer, 22 december 2015, Ystads IF, Kristianstad Arena
- Borta: 3 147 personer, 24 mars 2017, LUGI HF, Sparbanken Skåne Arena
- Neutral plan: 5 632 personer, 17 november 2012, HK Malmö i Malmö Arena

Elitserien/Handbollsligan, lägsta
- Hemma: 1 645 personer, 25 februari 2010, HK Drott, Idrottshallen
- Borta: 222 personer, 19 mars 2013, VästeråsIrsta HF, Bombardier Arena
- Neutral plan: 5 068 personer, 9 november 2013, HK Malmö, Malmö Arena

SM-slutspel, högsta
- Hemma: 5 221 personer, Semifinal 27 april 2018, LUGI HF, Kristianstad Arena
- Borta: 3 483 personer, Semifinal 16 maj 2014, LUGI HF, Sparbanken Skåne Arena
- Neutral plan: 12 312 personer, SM-final 24 maj 2015, Alingsås HK, Malmö Arena

SM-slutspel, lägsta
- Hemma: 4 086 personer, Kvartsfinal 31 mars 2012, Alingsås HK, Kristianstad Arena
- Borta: 923 personer, 10 april 2012, Kvartsfinal, Alingsås HK, Nolhagahallen
- Neutral plan: 9 668 personer, Final 10 maj 2018, HK Malmö, Scandinavium

EHF Champions League, högsta
- Hemma: 5 178 personer, Åttondelsfinal 24 mars 2018, SG Flensburg-Handewitt, Kristianstad Arena
- Borta: 8 000 personer, Gruppspel 25 februari 2017, RK Zagreb, Arena Zagreb

EHF Champions League, lägsta
- Hemma: 3 036 personer, Gruppspel 27 november 2019, Orlen Wisla Plock, Kristianstad Arena
- Borta: 916 personer, Gruppspel 24 november 2019, Kadetten Schauffhausen, BBC Arena

EHF-Cupen/EHF European League, högsta
- Hemma: 4 987 personer, EHF-cup Kval 19 november 2014, HSV Hamburg, Kristianstad Arena
- Borta: 3 750 personer, EHF-cup Gruppspel 15 mars 2014, HBC Nantes, Palais des Sports de Beaulieu

EHF-Cupen/EHF European League, lägsta
- Hemma: 2 600 personer, EHF-cup Kval, 13 september 2014, A.C. Diomidis Argous, Kristianstad Arena
- Borta: 250 personer, EHF-cup Kval, 6 september 2014, A.C. Diomidis Argous, Stadium Nea Kios

Svenska Cupen, högsta
- Hemma: 2 348 personer, Gruppspel 20 augusti 2022, HK Aranäs, Kristianstad Arena
- Borta: 2 200 personer, Final 14 mars 2023, Hammarby IF HF, Eriksdalshallen

Svenska Cupen, lägsta
- Hemma: 1 127 personer, Åttondelsfinal 10 september 2022, IFK Ystad, Kristianstad Arena
- Borta: 291 personer, Åttondelsfinal 7 september 2022, IFK Ystad Skånela IF, Ystad Arena

### Publiksnitt
IFK Kristianstad har en stor och lojal supporterskara. Sedan Handbollsligan fick sitt nuvarande namn 2016 har klubben haft det högsta publiksnittet i herrligan varje säsong – med undantag för pandemisäsongen 2020/21, då restriktioner kraftigt begränsade publikantalet.
IFK Kristianstads publiksnitt på hemmamatcherna.
- Totalt: Samtliga matcher under säsongen
- Snitt: Samtliga matcher under säsongen
- Serie: Matcher i det svenska seriesystemet
- Kval: Kvalmatcher för upp- eller nedflyttning
- SM: Svenska Mästerskapet/SM-slutspel
- Svensk Cup: Svenska Cupen
- Europeisk Cup: Champions League/EHF-cup/EHF European League

| Säsong    | Totalt | Snitt | Serie | Kval | SM   | Svensk Cup | Europeisk Cup | Kommentar |
| --------- | ------ | ----- | ----- | ---- | ---- | ---------- | ------------- | --- |
| 2007/2008 | 17723  | 1266  | 1194  | 2196 |      |            |               | Kval till Serie A (Elitserien) |
| 2008/2009 | 17196  | 1323  | 1323  |      |      |            |               | |
| 2009/2010 | 32110  | 1784  | 1884  | 1523 |      |            |               | Kval till Serie A (Elitserien) |
| 2010/2011 | 55292  | 2633  | 2770  | 2195 |      |            |               | Säsongens tre första matcher spelades i Idrottshallen, resterande i Kristianstad Arena, Kval till Serie A (Elitserien)                                    |
| 2011/2012 | 65957  | 3471  | 3256  |      | 4620 |            |               | |
| 2012/2013 | 95018  | 4131  | 4085  |      | 4751 |            | 2956          | |
| 2013/2014 | 123956 | 4768  | 4940  |      | 5014 |            | 3968          | |
| 2014/2015 | 109235 | 4749  | 4814  |      | 5015 |            | 3983          | Inklusive match mot H43 141203 som ströks ur serien i efterhand efter konkurs                                                                             |
| 2015/2016 | 130872 | 4847  | 4843  |      | 5084 |            | 4722          | |
| 2016/2017 | 125871 | 4662  | 4764  |      | 5135 |            | 4159          | |
| 2017/2018 | 125596 | 4486  | 4481  |      | 4708 |            | 4381          | |
| 2018/2019 | 114659 | 4247  | 4270  |      | 4788 |            | 3887          | |
| 2019/2020 | 76726  | 3654  | 3798  |      |      |            | 3192          | En match spelades utan publik på grund av Covid 19-pandemin, snitt oräknat den är 3836. SM-slutspelet ställdes in.                                        |
| 2020/2021 | 350    | 14    | 18    |      | 0    |            | 13            | 7 matcher (5 i serien och 2 i cupen) tilläts ha publik (50 personer) på grund av Covid 19-pandemin.                                                       |
| 2021/2022 | 60 669 | 2758  | 2938  |      | 4250 | 635        |               | Publikrestriktioner rådde i de flesta matcherna fram till 9 februari 2022 på grund av Covid 19-pandemin. En extra hemmamatch i serien på grund av omspel. |
| 2022/2023 | 83131  | 3079  | 3233  |      | 4237 | 1875       | 1035          | |
| 2023/2024 | 69776  | 3034  | 3219  |      | 3881 | 1580       | 2556          | |
| 2024/2025 | 48424  | 2690  | 2956  |      | 2966 | 1275       | 1517          | |

## Målrekord[73][74]

### Laget
Resultaten redovisas med IFK Kristianstads mål först, oavsett spelplats.
Största seger
- Totalt: 30 mål (42–12, Uddevalla HK, Idrottshallen, division 1, 2005-03-20)
- Högsta serien: 19 mål (36–17, Eskilstuna GUIF, Allsvenskan, 1979-03-25) och (38–19, IF Hallby HK, Kristianstad Arena, Handbollsligan, 2020-12-11)
- SM: 22 mål (26–4, Halmstads BK, ?, Åttondelsfinal, 1935 och 39–17, Eskilstuna GUIF, Kristianstad Arena, Kvartsfinal 3, 2017-04-21)
- Europeisk cup: 15 mål (40–25, CSM Bacău, Kristianstad Arena, kval till EHF-cup, 2013-11-24)

Största förlust
- Totalt: 32 mål (15–47, Stavstens IF, Söderslättshallen, Division 1, 1999-01-28)
- Högsta serien: 21 mål (20–41, Redbergslids IK, Elitserien borta 1995-10-29 och 22–43, Redbergslids IK, Elitserien hemma, 1997-12-07)
- SM: 19 mål (12–31, Flottans IF, Karlskrona, 1933-03-11)
- Europeisk cup: 19 mål (25–44, FC Barcelona, Kristianstad Arena, EHF Champions League, 2018-09-29)

Mål i en enskild match
- Flest gjorda: 49 mål (49–27, IF Swithiod HK, Idrottshallen, Allsvenskan, 2008-03-13)
- Minst gjorda: 2 mål (2–16, Ystads IF HF, I 7 Gymnastiksal Ystad, Skånska serien, 1934-01-28)
- Flest insläppta: 47 mål (15–47, Stavstens IF, Söderslättshallen, Division 1, 1999-01-28)
- Minst insläppta: 1 mål (11–1, IFK Ystad HK, Division 2, Korridoren, 1938-11-13 och 13–1, Västerås HF, Allsvenskan, Sporthallen, 1947-11-02)
- Flest totalt: 89 mål (45–44, IK Sävehof, Partille Arena, SM-final, 2023-05-22)
- Minst totalt: 9 mål (5–4, Upsala IF, Allsvenskan, 1940-02-04)

Mål i första halvlek under en match
- Flest gjorda: 25 mål (25–5, Uddevalla HK, Idrottshallen, Division 1, 2005-03-30 och 25–16, IF Swithiod HK, Idrottshallen, Allsvenskan, 2008-03-13)
- Minst gjorda: 0 mål (0–8, Majornas IK, Nya Mässhallen, Allsvenskan, 1944-12-10)
- Flest insläppta: 23 mål (12–23, SC Magdeburg, Getec Arena, Kvartsfinal EHF European League, 2021-04-20)
- Minst insläppta: 0 mål (10–0, Malmö BI, Division 2, Korridoren, 1943-11-28 och 4–0, Västerås IK, Allsvenskan, Korridoren, 1947-01-26 och 8–0, Västerås HF, Allsvenskan, Sporthallen, 1947-11-02)
- Flest totalt: 41 mål (25–16, IF Swithiod HK, Idrottshallen, Allsvenskan, 2008-03-13)
- Minst totalt: 3 mål (2–1, GoIF Fram, Invigningsmatchen av Jönköpings Idrottshus, Allsvenskan, 1939-11-19)
- Största vinst: 20 mål (25–5, Uddevalla HK, Idrottshallen, division 1, 2005-03-20)
- Största förlust: 17 mål (6–23, Stavstens IF, Söderslättshallen, Division 1, 1999-01-28)

Mål i andra halvlek under en match
- Flest gjorda: 28 mål (28–11, HK Drott, Kristianstad Arena, Svenska Cupen, 2022-08-14)
- Minst gjorda: 0 mål (0–11, Ystads IF HF, I 7 Gymnastiksal Ystad, Skånska serien, 1934-01-28, 0–4, SoIK Hellas, Eriksdalshallen, Allsvenskan, 1945-02-04)
- Flest insläppta: 25 mål (17–25, IFK Trelleborg, Idrottshallen, Division 1, 2005-11-06 och 11–25, FC Barcelona, Kristianstad Arena, EHF Champions League, 2018-09-29)
- Minst insläppta: 0 mål (5–0, IFK Ystad HK, Division 2, 1938-11-13)
- Flest totalt: 43 mål (22–21, Skånela IF, Vikingahallen, Allsvenskan, 2007-01-07 och 25–18, Önnereds HK, Idrottshallen, Allsvenskan, 2007-02-12)
- Minst totalt: 3 mål (1–2, IFK Karlskrona, Korridoren, Allsvenskan, 1940-02-18)
- Största vinst: 17 mål (28–11, HK Drott, Kristianstad Arena, Svenska Cupen, 2022-08-14)
- Största förlust: 16 mål (5–21, Djurgårdens HB, Eriksdalshallen, Allsvenskan, 2003-03-16)

Mål i rad (sedan 2011)
- Flest gjorda i rad under matchen: 13 mål (16–14 till 29–14, Önnereds HK, Kristianstad Arena, Elitserien, 2015-03-03)
- Flest insläppta i rad under matchen: 10 mål (12–14 till 12–24, Füchse Berlin, Max-Schmeling-Halle, Berlin, EHF European League, 2020-10-20)
- Flest gjorda mål i en match innan motståndarna gör sitt första mål: 8 (AIK, Solnahallen, Allsvenskan, 2007-11-11)
- Flest insläppta mål innan IFK gör sitt första mål: 7 (Hammarby IF, Eriksdalshallen, SM-kvartsfinal, 2015-04-15)

### Spelare
Flest gjorda mål
- Totalt: 2 002, Markus Olsson
- Högsta serien: 1 235, Markus Olsson
- Kval till högsta serien: 180, Dragan Mihailovic
- SM-slutspel: 338, Markus Olsson
- EHF Champions League: 229, Ólafur Guðmundsson
- EHF-cupen/EHF European League: 167, Markus Olsson
- Svenska Cupen: 112, Markus Olsson
- I en match: 16, Gunnar Jönsson (seriematch 1934 mot IFK Ystad)[75]
- I en match i högsta serien: 14, Adam Nyfjäll (Handbollsligan, 2020)[76]
- I en match i SM: 14, Lars Olsson (1995) och Markus Olsson (2023)[77]
- I en match i Svenska Cupen/Ligacupen: 14, Bo Ahlberg (Svenska Cupen, 1986)[78]

Gjort minst 1 000 mål totalt för IFK Kristianstad
1. 2 002, Markus Olsson (455 matcher, 4,5 mål/match)
2. 1 823, Bo Ahlberg (377 matcher, 4,8 mål/match)
3. 1 352, Joachim Stenbäcken (345 matcher, 3,9 mål/match)
4. 1 314, Ólafur Guðmundsson (349 matcher, 3,8 mål/match)
5. 1 123, Ulf Larsson (317 matcher, 3,5 mål/match)
6. 1 118, Dragan Mihailovic (246 matcher, 4,5 mål/match)

## Matcher, rekord[73][74]

### Laget
Sviter, totalt
- Flest vinster i rad totalt: 17 matcher (9 matcher i Elitserien, 7 SM-matcher och 1 gruppspelsmatch i EHF-cupen, 2016-02-15 till 2016-09-16)
- Flest förluster i rad totalt: 11 matcher (Division 2, 1966/1967 och Elitserien/Allsvenskan 1997/1998)
- Flest vinster i serien i rad: 20 matcher (Elitserien, 2014/2015, svenskt rekord i högsta serien)
- Flest förluster i serien i rad: 11 matcher (Division 2, 1966/1967 och Allsvenskan 1998)
- Flest vinster i SM i rad: 14 matcher (2015 till 2017)
- Flest förluster i SM i rad: 4 matcher (1995 till 1997)
- Flest vinster i cup i rad: 6 matcher (2 gruppspelsmatcher i EHF Champions League och 4 kvalmatcher till EHF European League, 2019 till 2020)
- Flest förluster i cup i rad: 8 matcher (EHF Champions League, 2018 till 2019 och Svenska Cupen/EHF European League 2023)

Sviter, hemma
- Flest hemmavinster i rad mot svenskt motstånd: 80 matcher (63 matcher i Elitserien/Handbollsligan och 17 SM-matcher, 2015 till 2019)
- Flest vinster i rad: 16 matcher (13 matcher i Handbollsligan och 3 gruppspelsmatcher i EHF Champions League, 2019 till 2020)
- Flest förluster i rad: 6 matcher (Division 2, 1966/1967)
- Flest vinster i SM i rad: 18 matcher (2015 till 2019)
- Flest förluster i SM i rad: 3 matcher (2019)
- Flest vinster i cup i rad: 4 matcher (EHF-cup, 2012 till 2013 och EHF Champions League/EHF European League, 2019 till 2022)
- Flest förluster i cup i rad: 5 matcher (EHF Champions League, 2017-2018 och Svenska Cupen/EHF European League 2023)

Sviter, borta (neutral plan räknas ej in)
- Flest vinster i rad: 11 matcher (Allsvenskan, 2008/2009)
- Flest förluster i rad: 13 matcher (Allsvenskan/Division 1, 2003)
- Flest vinster i rad i serien: 11 matcher (Allsvenskan, 2008/2009 och Elitserien, 2014/2015)
- Flest förluster i rad i serien: 13 matcher (Allsvenskan/Division 1, 2003)
- Flest vinster i SM i rad: 4 matcher (2015 till 2017)
- Flest förluster i SM i rad: 7 matcher (2014 till 2015)
- Flest vinster i cup i rad: 4 matcher (Svenska Cupen/EHF European League, 2022 och Svenska Cupen 2023)
- Flest förluster i cup i rad: 6 matcher (EHF Champions League, 2015/2016)

Motståndare
- Flest antal matcher mot ett svenskt lag: Ystads IF HF, 129 matcher
- Flest antal matcher mot ett utländskt lag: Rhein-Neckar Löwen, 10 matcher
- Flest antal vinster mot ett svenskt lag: Ystads IF, 66 matcher
- Flest antal vinster mot ett utländskt lag: Tatran Prešov, 3 matcher
- Flest antal oavgjorda matcher mot ett svenskt lag: HK Drott Halmstad, 11 matcher
- Flest antal oavgjorda matcher mot ett utländskt lag: 1 match
- Flest antal förluster mot ett svenskt lag: Ystads IF, 59 matcher
- Flest antal förluster mot ett utländskt lag: Rhein-Neckar Löwen, 9 matcher

### Spelare
Flest matcher
- Totalt: Markus Olsson, 455 matcher
- Högsta serien: Markus Olsson, 269 matcher
- Kval till högsta serien: Ulf Larsson, Dragan Mihailovic och Veroljub Kosovac, 38 matcher
- SM-slutspel: Markus Olsson, 68 matcher
- EHF Champions League: Leo Larsson, 66 matcher
- EHF-cupen/EHF European League: Markus Olsson, 45
- Svenska Cupen: 26, Albin Selin och Gustaf Banke
- I svit: Bert Fridman och Leo Larsson, 255 matcher
- I svit i högsta serien: Bert Fridman, 185 matcher
- I svit som målskytt: Bo Ahlberg, 101 matcher
- Flest antal matcher som målskytt: Markus Olsson, 437 matcher
- Flest antal matcher mot ett och samma lag: Markus Olsson 35 matcher (mot Hammarby IF HF)
- Gjort mål i flest antal matcher mot ett och samma lag: 34 matcher Markus Olsson (mot Hammarby IF HF)

 Motståndare
- Mött flest antal olika lag: Thimmy Andersson, 56 lag
- Gjort mål mot flest antal olika lag: Thimmy Andersson och Joachim Stenbäcken, 54 lag
- Gjort mest antal mål mot ett och samma lag: Markus Olsson, 173 mål (mot Alingsås HK)

Ålder
- Yngsta uttagen till match: Richard Svensson, 5 612 dagar (15 år, 4 månader och 11 dagar,1983-03-10, IFK Malmö, Idrottshallen, Division 1)
- Yngsta målskytt: Anton Lindskog, 5 986 dagar (16 år, 4 månader och 21 dagar, 2010-04-28, LIF Lindesberg, Idrottshuset i Örebro, kval till elitserien, 2 mål)
- Äldsta uttagen till match: Jesper Larsson, 17 243 dagar (47 år, 2 månader och 17 dagar, 2020-10-11, HK Aranäs, Kungsbacka Ishall, Handbollsligan)
- Äldsta målskytt: Joachim Stenbäcken, 15 165 dagar (41 år, 6 månader och 8 dagar, 2004-02-01, Stavstens IF, Idrottshallen, division 1, 2 mål)

### Tränare
Sedan
- Flest matcher: Ola Lindgren, 347 matcher
- Flest vinster: Ola Lindgren, 234 vinster
- Mött flest lag: Ulf Larsson, 61 lag
- Vinst mot flest antal lag: Ulf Larsson, 48 lag

## Arenor, rekord[73][74]

### Laget
Antal matcher i svenska bortahallar/arenor
- Flest antal matcher: Eriksdalshallen, 82 matcher
- Flest antal vinster: Eriksdalshallen, 36
- Flest antal oavgjorda: Lunds Idrottshall, 5
- Flest antal förluster: Eriksdalshallen, 44
- Flest gjorda mål: Eriksdalshallen, 1 587 mål
- Flest insläppta mål: Eriksdalshallen, 1 659 mål

Antal matcher i utländska bortahallar/arenor
- Flest antal matcher: 4 matcher, Sport Center Jane Sandanski, Skopje, Nordmakedonien samt Varosi Sportcsarnok Szeged, Szeged, Ungern
- Flest antal vinster: 1 (i 13 olika arenor)
- Flest antal oavgjorda: 1, Jyske Bank Arena, Odense samt Orlen Arena, Plock, Polen
- Flest antal förluster: 4, Sport Center Jane Sandanski, Skopje, Nordmakedonien samt Varosi Sportcsarnok Szeged, Szeged, Ungern
- Flest gjorda mål: 105, Sport Center Jane Sandanski, Skopje, Nordmakedonien
- Flest insläppta mål: 134, Sport Center Jane Sandanski, Skopje, Nordmakedonien

Hallar/arenor i Sverige (avstånd i aktuellt väderstreck från Kristianstad Arena)
- Nordligast: Kiruna Sporthall, Kiruna, 1 316 km
- Västligast: Brastad Sporthall, Lysekil, 167 km
- Sydligast: Trelleborg Tennishall, 72 km
- Östligast: Malmberget Sporthall, Gällivare, 403 km
- Närmast fågelvägen: Tollarps Sporthall, 16 km
- Längst iväg fågelvägen: Kiruna Sporthall, Kiruna, 1 352 km
- Kortast resväg totalt alla matcher, tur och retur: Tollarps Sporthall, 32 km
- Längst resväg totalt alla matcher, tur och retur: Eriksdalshallen, Stockholm, 69 217 km

Hallar/arenor utomlands (avstånd i aktuellt väderstreck från Kristianstad Arena)
- Nordligast: Ceres Arena, Aarhus, Danmark, 12 km
- Västligast: Pavilhão da Luz Nº 2, Lissabon, Portugal, 1 444 km
- Sydligast: Stadium Nea Kios, Nea Kios, Grekland, 2 050 km
- Östligast: Sport Hall Olimpiyskiy, Tjechov, Ryssland, 1 442 km
- Närmast fågelvägen: Brøndby Hallen, Brøndby, Danmark, 117 km
- Längst iväg fågelvägen: Pavilhão da Luz Nº 2, Lissabon, Portugal, 2 578 km
- Kortast resväg totalt alla matcher, tur och retur: Brøndby Hallen, Brøndby, Danmark, 233 km
- Längst resväg totalt alla matcher, tur och retur: Sport Center Jane Sandanski, Skopje, Nordmakedonien, 13 169 km

### Spelare
- Spelat i flest antal olika hallar/arenor: Markus Olsson 62 hallar/arenor
- Gjort mål i flest antal olika hallar/arenor: Markus Olsson, 60 hallar/arenor
- Vunnit i flest antal olika hallar/arenor: Markus Olsson, 50 hallar/arenor
- Flest antal matcher i en och samma hall/arena (ej inräknat hemmaarenor): Markus Olsson, 23 matcher (Färs och Frosta Sparbank Arena/Sparbanken Skåne Arena)
- Flest antal matcher som målskytt i en och samma hall/arena (ej inräknat hemmaarenor): Markus Olsson, 23 matcher (Färs och Frosta Sparbank Arena/Sparbanken Skåne Arena)
- Flest antal mål i en och samma hall/arena (ej inräknat hemmaarenor): Markus Olsson, 98 mål (Färs och Frosta Sparbank Arena/Sparbanken Skåne Arena)
- Längst ressträcka tur och retur fågelvägen till matcherna mätt från Kristianstad Arena: Ólafur Guðmundsson, 140 685 km

### Tränare (Ledare A)
- Matcher i flest antal hallar/arenor: 50 (Ola Lindgren och Ulf Larsson)
- Vinst i flest antal hallar/arenor: 33 (Ola Lindgren)
- Längst ressträcka tur och retur fågelvägen till matcherna mätt från Kristianstad Arena: Ola Lindgren, 134 781 km

## Bestraffningar, rekord[73][74]

### Laget
Flest bestraffningar i en match (sedan 2011)
- Utvisningar IFK Kristianstad: 10 utvisningar (IK Sävehof, Partillebohallen, Elitserien, 2016-03-09)
- Utvisningar motståndarna: 8 utvisningar (Ystads IF, Ystad Arena, Elitserien, 2018-09-12) och (Alingsås HK, SM-semifinal, Kristianstad Arena, 2019-04-26)
- Totalt i matchen: 15 utvisningar (KIF Kolding Kobenhavn, Champions League, gruppspel, Brøndby Hallen, 2016-03-06)

### Spelare
Flest bestraffningar (sedan 2011)
- Varning: Ólafur Guðmundsson, 137 varningar
- Utvisning: Ólafur Guðmundsson, 206 utvisningar
- Rött kort, DRK: Ólafur Guðmundsson, 13 röda kort
- Blått kort, RmR: Claus Kjeldgaard, Johan Jepson, Kristian Bjørnsen och Hampus Henningsson, 1 blått kort

### Tränare
Flest bestraffningar (sedan 2011)
- Varning: Ola Lindgren, 34 varningar
- Utvisning: Ola Lindgren, 1 utvisning

## Övrigt

### IFK-spelare som blivit årets handbollsspelare i Sverige
Varje år sedan 1968 utser Svenska Handbollförbundet årets handbollsspelare i Sverige. Inledningsvis bara herrspelare, men från och med 1981 även damspelare.
En spelare har fått utmärkelsen som aktiv i IFK Kristianstad
- Thomas Persson, 1971/1972

Tre spelare har fått det efter sin tid i IFK Kristianstad som aktiva i andra klubbar.
- Mats Thomasson, HK Drott 1969/1970
- Marcus Ahlm, THW Kiel 2004/2005
- Albin Lagergren, SC Magdeburg, 2024/2025

### Kända personer som spelat i IFK Kristianstad
- Lennart Alsén, riksdagsman från Blekinge 1985-1988
- Hans Blom, landshövding i Kristianstads län 1996
- Bunny Ragnerstam, författare. Flyttade till Skåne när han 1965 värvades till IFK Kristianstad till division II i fotboll
- Nils Hörjel, Generalpostdirektör 1965-1973, landshöving i Malmöhus län 1973-1984, spelade 1944 med IFK Kristianstad i Allsvenskan
- Rolf (Rodolfo) Hossinger, flygförare i Argentina, spelade 1949-1950 med IFK Kristianstad i Allsvenskan